# Marco Tullio Cicerone
Marco Tullio Cicerone (in latino Marcus Tullius Cicero, pronuncia ecclesiastica: [ˈmarkus ˈtulljus ˈt͡ʃiːt͡ʃero], pronuncia restituta o classica: [ˈmaːr.kʊs ˈtʊl.lɪ.ʊs ˈkɪ.kɛ.roː]; in greco antico: Μάρκος Τύλλιος Κικέρων?, Márkos Týllios Kikérōn; Arpino, 3 gennaio 106 a.C. – Formia, 7 dicembre 43 a.C.) è stato un avvocato, politico, scrittore, oratore e filosofo romano.
Nacque in un'agiata famiglia dell'ordine equestre, e rappresentò una delle figure più significative dell'antichità romana. La sua imponente produzione letteraria, che comprende orazioni politiche, opere filosofiche e trattati retorici, costituisce una fonte essenziale per la comprensione della società romana durante gli ultimi anni della Repubblica. I suoi scritti non solo offrirono un dettagliato quadro storico e culturale dell'epoca, ma divennero anche un punto di riferimento per gli autori del I secolo a.C., consolidando il suo ruolo di modello nella letteratura latina classica.
Grande ammiratore della cultura greca, attraverso la sua opera i Romani poterono anche acquisire una migliore conoscenza della filosofia greca. Tra i suoi maggiori contributi alla cultura latina, vi fu la creazione di un lessico filosofico latino: Cicerone si impegnò, infatti, a trovare il corrispondente vocabolo in latino per ogni termine specifico del linguaggio filosofico greco. Tra le opere fondamentali per la comprensione del mondo latino si collocano, invece, le Lettere o Epistulae (in particolar modo, quelle all'amico Tito Pomponio Attico) che offrono numerose riflessioni su ogni avvenimento, permettendo così di comprendere quali fossero le reali linee politiche dell'aristocrazia romana.
Cicerone occupò, per molti anni, anche un ruolo di primaria importanza nel mondo della politica romana: dopo aver salvato la repubblica dal tentativo eversivo di Lucio Sergio Catilina (e aver così ottenuto l'appellativo di pater patriae, padre della patria), fu un membro eminente della fazione degli Optimates. Infatti, nelle guerre civili, difese strenuamente, fino alla morte, una repubblica giunta ormai all'ultimo respiro e destinata a trasformarsi nel principatus augusteo.

## Biografia

### Giovinezza

#### L'infanzia e la famiglia
Marco Tullio Cicerone nacque, il 3 gennaio del 106 a.C., a Ponte Olmo, in prossimità del fiume Fibreno attualmente comune di Sora, accanto al comune di Arpinum (area attualmente occupata dall'Abbazia di San Domenico). Gli Arpinati ricevettero la civitas sine suffragio nel IV secolo a.C. e i pieni diritti di cittadinanza nel 188 a.C.; in seguito, la città ottenne anche lo status di municipium. La lingua latina era in uso già da lungo tempo; tuttavia, ad Arpino, era diffuso anche l'insegnamento della lingua greca, che l'élite senatoriale romana preferiva spesso a quella latina, riconoscendone la maggiore raffinatezza e precisione. L'assimilazione, da parte dei Romani, delle comunità italiche vicine a Roma (avvenuta tra il II e il I secolo a.C.), permise a Cicerone di diventare scrittore, statista e oratore.
Cicerone apparteneva alla classe equestre (la piccola nobiltà locale) e, anche se lontanamente imparentato con Gaio Mario (il corifèo dei Populares durante la guerra civile contro gli optimates di Lucio Cornelio Silla), non aveva alcun legame con l'oligarchia senatoriale romana; era dunque un homo novus. La famiglia era composta dal padre Marco Tullio Cicerone il Vecchio, uomo colto ma di origine sconosciuta e dalla madre Elvia, di nobile casato e integri costumi e dal fratello Quinto.
Il cognomen Cicero era il soprannome di un suo antenato abbastanza noto per un'escrescenza carnosa sul naso (presumibilmente, una verruca) che ricordava un cece (cicer, ciceris è il termine latino per cece). Quando Marco presentò, per la prima volta, la propria candidatura a un ufficio pubblico, alcuni amici gli sconsigliarono l'utilizzo del suo cognomen ma egli rispose che «avrebbe fatto sì che esso diventasse più noto di quello degli Scauri e dei Catuli».

#### Studi

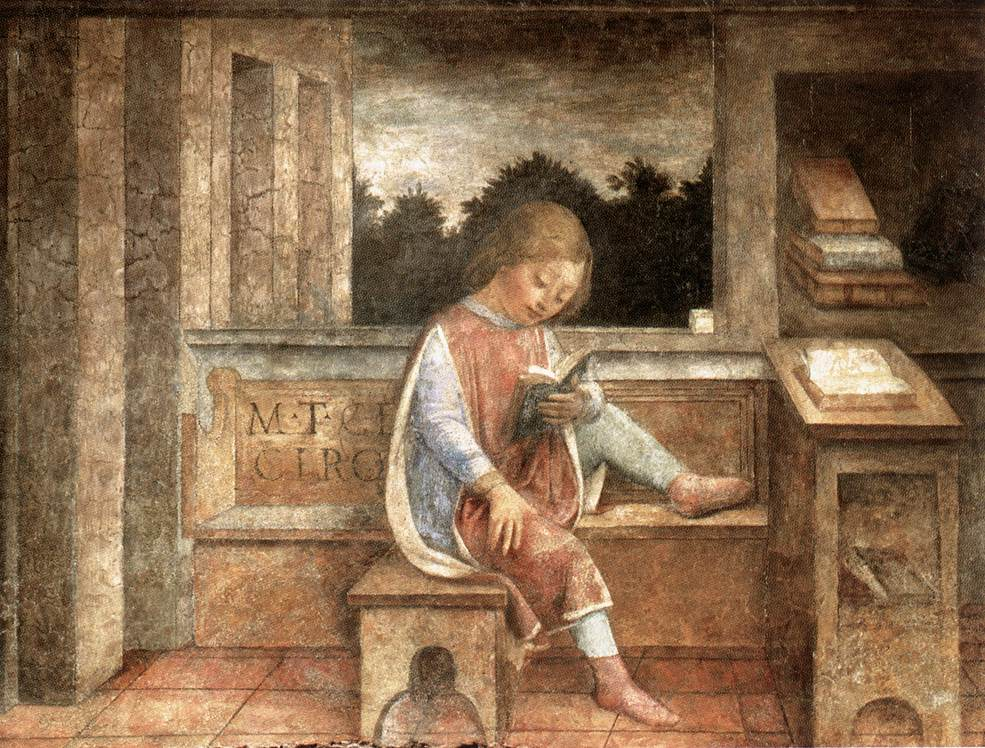
Fanciullo che legge Cicerone di Vincenzo Foppa, Collezione Wallace di Londra.

Cicerone si rivelò subito un fanciullo dotato di una straordinaria intelligenza (tanto da distinguersi, a scuola, dai propri coetanei) che gli fece accumulare fama e onore.
Il padre, auspicando una brillante carriera forense e politica per i figli, li condusse a Roma dove Marco venne introdotto nel circolo dei migliori oratori (e protettori della sua famiglia): Lucio Licinio Crasso e Marco Antonio Oratore; Crasso ebbe particolare influenza su Cicerone che lo considerò sempre un modello di oratore e di statista. A Roma, poi, poté anche formarsi nella giurisprudenza, grazie alla scuola di Quinto Mucio Scevola. Tra i suoi compagni, ci furono anche Gaio Mario il Giovane, Servio Sulpicio Rufo (destinato a divenire un celebre avvocato, nonché, uno dei pochi che Cicerone considerò superiori a sé stesso) e Tito Pomponio (che prese poi il cognomen di Attico, dopo una lunga permanenza ad Atene, e che divenne intimo amico di Cicerone, tanto da scrivergli una lettera: «Sei per me come un secondo fratello, un alter ego al quale posso dire ogni cosa»).
In questo periodo, Cicerone si avvicinò anche alla poesia: in particolare, si cimentò nella traduzione delle opere di Omero e dei Fenomeni di Arato (opere che, in seguito, influenzarono le Georgiche di Virgilio).
Particolarmente attratto dalla filosofia, alla quale avrebbe dato grandi contributi (tra i quali, la creazione del vocabolario filosofico in lingua latina), nel 91 a.C. incontrò, assieme all'amico Tito Pomponio, il filosofo epicureo Fedro in visita a Roma; entrambi ne rimasero affascinati ma solo Pomponio rimase, per tutta la vita, seguace della dottrina epicurea. Tra il 79 e il 77 a.C., conobbe il maestro di retorica Apollonio Molone (che istruì, pochi anni dopo, anche Gaio Giulio Cesare) e l'accademico Filone di Larissa che esercitò su di lui, un'influenza profonda: infatti, era a capo dell'Accademia di Atene che Platone aveva fondato circa trecento anni prima; di conseguenza, grazie a lui, Cicerone assimilò la filosofia platonica, tanto che arrivò spesso a definire Platone come il proprio dio (pur rigettando la sua teoria delle idee).
Poco tempo dopo, Cicerone incontrò Diodoto, esponente dello stoicismo; tale movimento era già stato precedentemente introdotto a Roma, dove aveva ricevuto larghi consensi grazie all'enfasi posta sul controllo delle emozioni e sulla forza di volontà (in linea con gli ideali romani). Cicerone, tuttavia, non adottò completamente l'austera filosofia stoica ma ne preferì una modificata; in seguito, Diodoto divenne un protetto di Cicerone, che lo ospitò fino alla morte.

### Cursus honorum

#### Prime esperienze
Il sogno di infanzia di Cicerone era quello di "essere sempre il migliore ed eccellere sugli altri", in linea con gli ideali omerici: infatti, desiderava dignitas e auctoritas, simboleggiati dalla toga pretesta e dalla verga dei littori; c'era un solo modo per ottenerli: percorrere i gradini del cursus honorum. Nel 90 a.C., tuttavia, era ancora troppo giovane per approdare a qualsiasi carica del cursus honorum ma non per acquisire l'esperienza preliminare in guerra che una carriera politica richiedeva. Tra il 90 a.C. e l'88 a.C., Cicerone servì sotto Gneo Pompeo Strabone e Lucio Cornelio Silla durante le campagne della guerra sociale sebbene non provasse alcuna attrazione per la vita militare dato che si sentiva un intellettuale (infatti, molti anni dopo, scrisse al suo amico Attico che stava raccogliendo statue marmoree per le ville di Cicerone, "Perché mi spedisci una statua di Marte? Sai che io sono un pacifista!").
L'ingresso di Cicerone nella carriera forense avvenne ufficialmente nell'81 a.C. con la sua prima orazione pubblica, la Pro Quinctio, per una causa in cui ebbe come avversario il più celebre oratore del tempo, Quinto Ortensio Ortalo. Ma il suo vero esordio nell'oratoria a carattere politico (almeno secondo le testimonianze scritte pervenute), si ebbe con la Pro Roscio Amerino che conserva molto di scolastico nello stile esuberante: nell'orazione, difese, con successo, un figlio ingiustamente accusato di parricidio, dimostrando grande coraggio nell'assumersene la difesa (il parricidio era, infatti, considerato tra i crimini peggiori a Roma) mentre i veri colpevoli erano sostenuti dal liberto di Silla, Lucio Cornelio Crisogono. Se Silla avesse voluto, sarebbe stato fin troppo facile eliminare Cicerone, proprio alla sua prima apparizione nei tribunali.

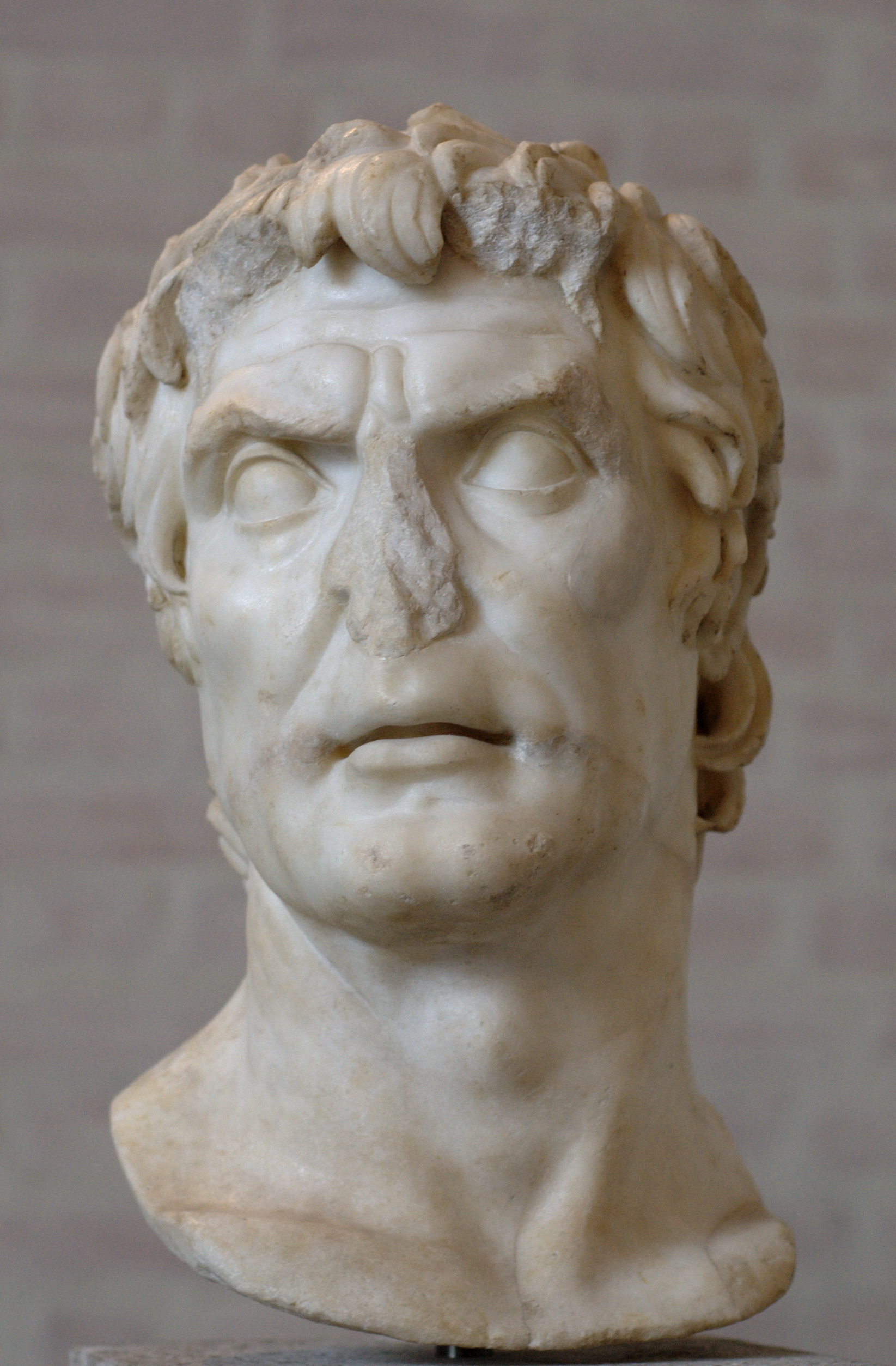
Lucio Cornelio Silla

Cicerone divise le sue argomentazioni in tre parti: nella prima, difese Roscio e tentò di provare che non era stato lui a commettere l'assassinio; nella seconda, attaccò quelli che avevano realmente commesso il crimine (tra cui, anche un parente dello stesso Roscio) e dimostrò come l'assassinio favoriva più loro che Roscio; nella terza, attaccò direttamente Crisogono, affermando che il padre di Roscio fosse stato assassinato per ottenere i suoi terreni a un prezzo conveniente, una volta messi all'asta. In forza di queste argomentazioni, Roscio fu assolto.
Per sfuggire a una probabile vendetta di Silla, tra il 79 e il 77 a.C., Cicerone si recò, accompagnato dal fratello Quinto, dal cugino Lucio e probabilmente anche dall'amico Servio Sulpicio Rufo, in Grecia e in Asia Minore: particolarmente significativa fu la sua permanenza ad Atene dove incontrò nuovamente l'amico Attico che, fuggito da un'Italia sconvolta dalle guerre, si era rifugiato in Grecia; Attico, in seguito, divenne cittadino onorario di Atene e poté presentare a Cicerone, alcune tra le più importanti personalità ateniesi del tempo. Ad Atene, inoltre, Cicerone visitò quelli che erano i luoghi sacri della filosofia, a cominciare dall'Accademia di Platone (di cui era allora a capo Antioco di Ascalona). Di quest'ultimo, Cicerone ammirò la facilità di parola, senza tuttavia condividerne le idee filosofiche (ben differenti da quelle di Filone di Larissa, delle quali era convinto ammiratore). Dopo un breve soggiorno a Rodi, dove conobbe lo stoico Posidonio, tornò in Grecia (dove fu iniziato ai misteri eleusini, che lo impressionarono molto) e dove poté visitare l'Oracolo di Delfi; in quell'occasione, domandò alla Pizia in quale modo avrebbe potuto raggiungere la gloria ed ella gli rispose che avrebbe dovuto seguire il suo istinto invece dei suggerimenti che riceveva.

#### Ingresso in politica

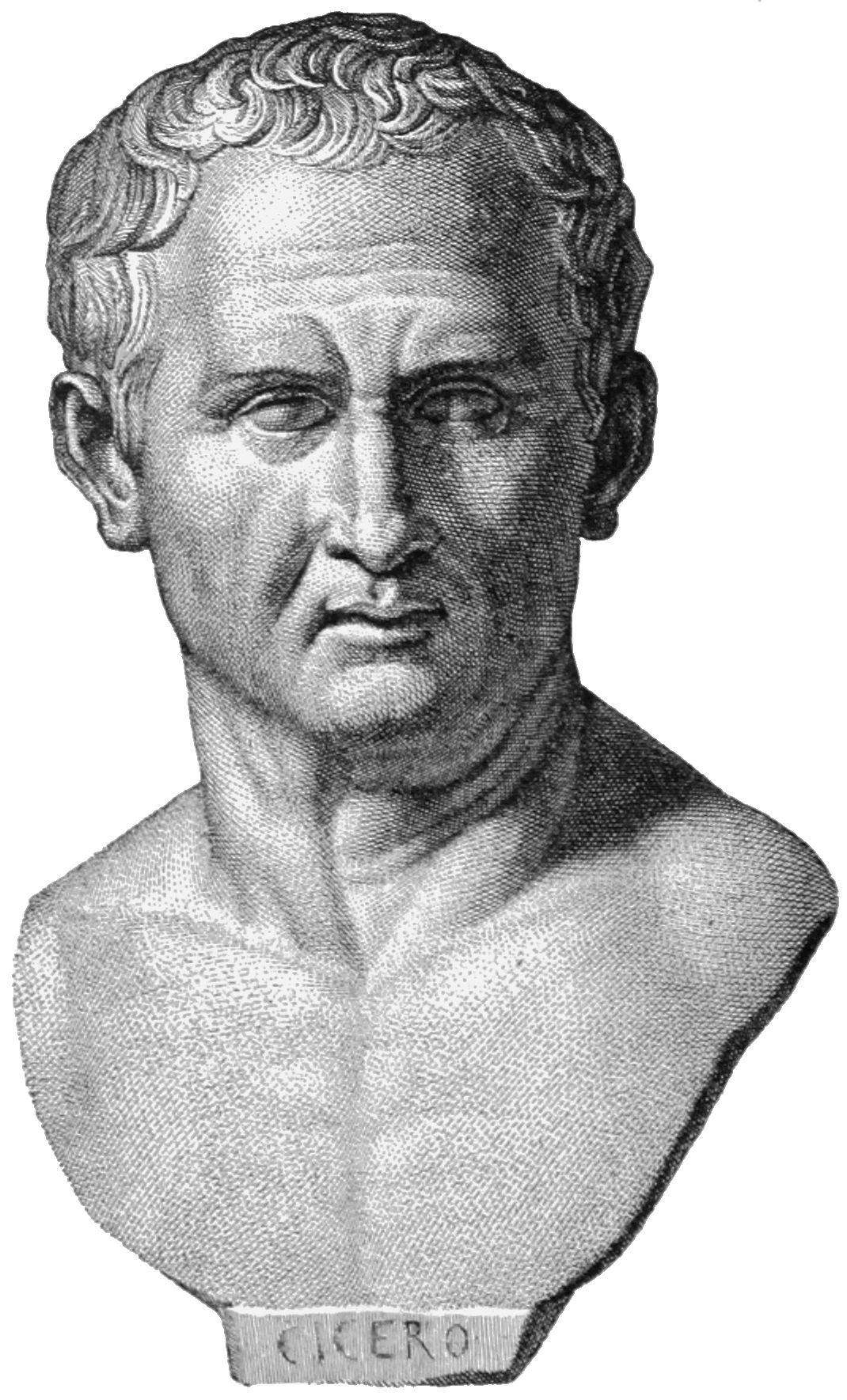
Busto di Cicerone

Tornato a Roma dopo la morte di Silla, Cicerone iniziò la sua vera e propria carriera politica, in un ambiente sostanzialmente favorevole: nel 76 a.C., dopo aver pronunciato la celebre orazione Pro Roscio comoedo, si presentò come candidato alla questura, la prima magistratura del cursus honorum. I questori, eletti per un massimo di venti membri, si occupavano della gestione finanziaria o assistevano propretori e proconsoli nel governo delle province. Eletto alla carica per la città di Lilibeo (l'odierna Marsala), nella Sicilia occidentale, svolse il proprio lavoro con scrupolo e onestà (tanto da guadagnarsi la fiducia degli abitanti del luogo). Durante la permanenza in Sicilia, visitò la tomba di Archimede a Siracusa: grazie al suo interesse per l'uomo, sono state rinvenute alcune importanti informazioni sullo scienziato (in particolare, per quanto riguardi il suo planetario).
Al termine del mandato, i siciliani gli affidarono la causa contro il propretore Verre, colpevole di aver tiranneggiato l'isola nel triennio 73-71 a.C.. Cicerone raccolse le prove della colpevolezza, pronunciò due orazioni preliminari (Divinatio in Quintum Caecilium e Actio prima in Verrem) e l'ex-governatore, attaccato da prove schiaccianti, scelse l'esilio volontario. Le cinque orazioni preparate per le successive fasi del processo (che costituiscono l'Actio secunda), furono pubblicate in seguito e costituiscono un'importante prova del malgoverno che l'oligarchia senatoria esercitava a seguito delle riforme di Silla. Attaccando Verre, Cicerone attaccò la prepotenza della nobiltà corrotta ma non l'istituzione senatoria stessa (anzi, fece appello proprio alla dignità di tale ordine affinché ne estromettesse i membri indegni). Acquisì, inoltre, un enorme prestigio perché a difendere Verre era Quinto Ortensio Ortalo, considerato il più grande avvocato dell'epoca: "sconfitto", Ortensio dovette accettare che il suo posto venisse preso da Cicerone (il quale, si guadagnò il titolo di "Principe del Foro"); nonostante l'episodio, tuttavia, i due oratori strinsero, in seguito, un buon legame di amicizia (infatti, proprio a Ortalo che elogiò anche nel Brutus, Cicerone dedicò un'intera opera non pervenuta, l'Hortensius).
A Roma, l'oratoria e l'attività forense erano uno dei principali mezzi di propaganda per i politici emergenti, poiché non esistevano documenti scritti di argomento politico (con l'eccezione degli Acta Diurna che, però, godevano di scarsa diffusione). Contro Cicerone, tuttavia, rimaneva la diffidenza dei nobili verso gli homines novi, accresciuta dal fatto che l'ultimo homo novus ad acquisire rilevante peso politico fosse stato un concittadino dello stesso Cicerone, Gaio Mario. Tuttavia, anche lo stesso Silla, fiero oppositore di Mario, aveva preso alcuni provvedimenti che permettevano e facilitavano l'ingresso degli equites nella vita politica, dando così a Cicerone la possibilità di raggiungere le vette del cursus honorum.
Il successo ottenuto da quelle orazioni (che vennero poi chiamate Verrine), anticipatrici dei principi di un governo umano e ispirato a onestà e filantropia, portò Cicerone in primo piano sulla scena politica: nel 69 a.C., venne eletto alla carica di edile curule e, nel 66 a.C., diventò anche pretore con una elezione all'unanimità. Nello stesso anno, pronunciò il suo primo discorso politico, Pro lege Manilia de imperio Cn. Pompei, in favore del conferimento dei pieni poteri a Pompeo per la guerra mitridatica; in quell'occasione, Pompeo era appoggiato dai cavalieri, interessati alla rapida risoluzione della guerra in Asia, mentre gli era contraria la maggioranza del Senato. Il motivo dell'impegno di Cicerone in una causa ostile all'alta aristocrazia (che, d'altronde, era restìa ad accoglierlo tra le proprie file) stava probabilmente nell'importanza che essa aveva per i pubblicani (titolari degli appalti pubblici e della riscossione delle imposte) e gli affaristi, minacciati nei loro interessi da Mitridate VI. La provincia dell'Asia Minore, minacciata dal sovrano del Ponto, era, infatti, particolarmente attiva dal punto di vista dell'economia e del commercio.

#### Consolato

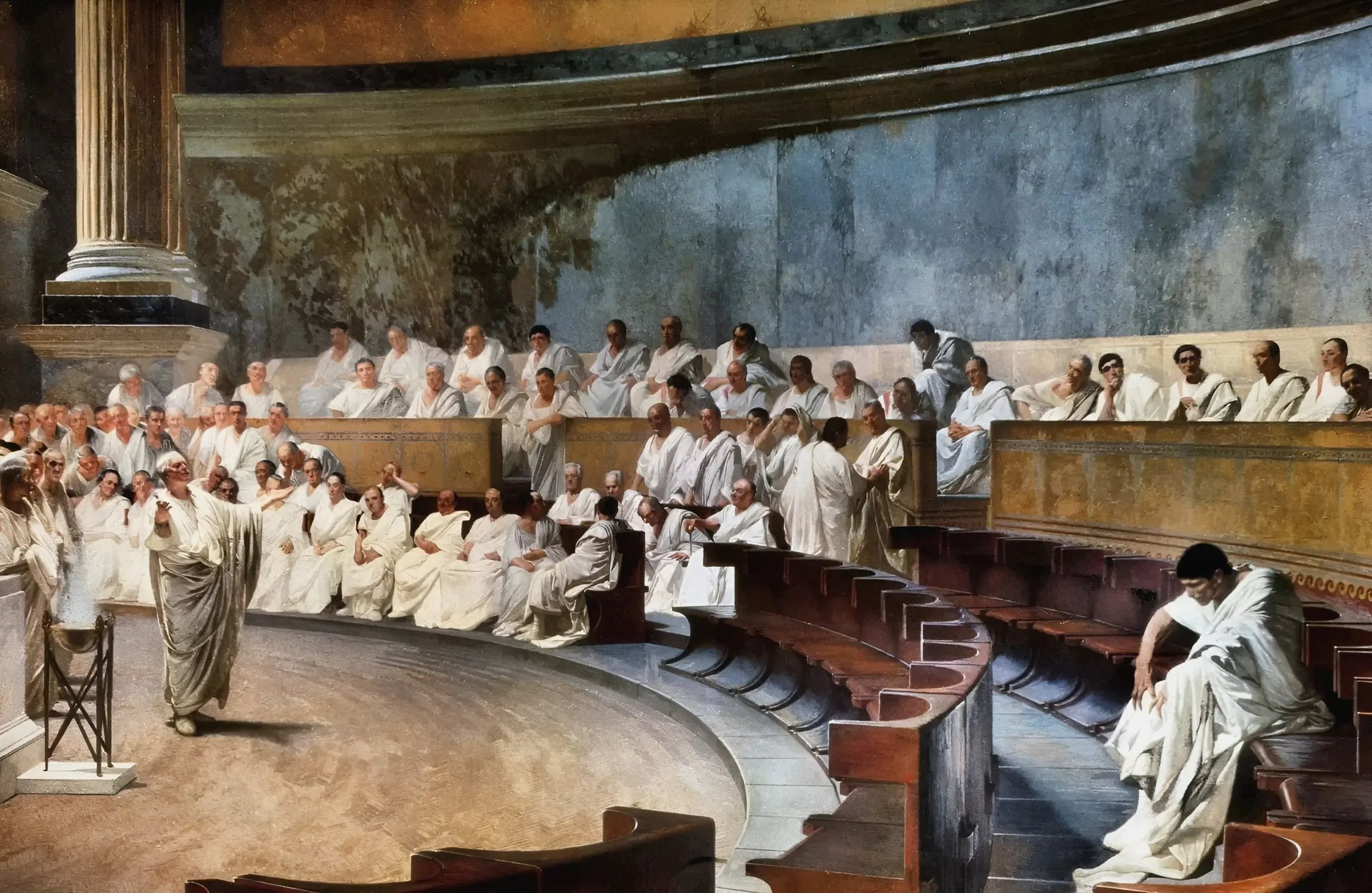
Cicerone denuncia Catilina, affresco di Cesare Maccari a Palazzo Madama in Roma che raffigura Cicerone mentre pronuncia una delle orazioni contro Catilina

Nel 65 a.C. Cicerone presentò la candidatura al consolato. Nel 64 venne eletto console per l'anno successivo (ossia il 63 a.C.). La sua posizione venne illustrata dal fratello Quinto in un'opera (di dubbia attribuzione: la scrisse lo stesso Cicerone?), Commentariolum petitionis, scritta per consigliarlo nella campagna elettorale. Per un gioco delle classi, Cicerone risultò eletto con il voto di tutte le centurie. Assieme a lui risultò eletto il patrizio Gaio Antonio Ibrida, zio di Marco Antonio, futuro triumviro e acerrimo nemico dell'arpinate, accusato dallo stesso Cicerone (In toga candida, orazione - pervenutaci in condizioni frammentarie - tenuta in Senato come candidato poco prima delle elezioni del 64) di essere collusore di Lucio Sergio Catilina. La fiducia riposta in Cicerone dalla classe equestre venne ripagata già all'inizio del consolato con la pronuncia di quattro orazioni (De lege agraria) contro la proposta di redistribuzione delle terre del tribuno Publio Servilio Rullo.
Durante il proprio consolato Cicerone dovette contrastare il tentativo di congiura messo in atto da Catilina. Questi era un nobile impoverito che, dopo aver combattuto insieme a Silla e aver completato il cursus honorum, aspirava a diventare console. Catilina si candidò a console tre volte e tre volte venne fermato con processi dubbi o con possibili brogli elettorali e infine ordì una congiura per rovesciare la repubblica. Catilina contava soprattutto sull'appoggio della plebe, a cui prometteva radicali riforme, e sugli altri nobili decaduti, ai quali prospettava un vantaggioso sovvertimento dell'ordine costituito, che lo avrebbe probabilmente portato ad assumere un potere monarchico o quasi, inoltre sembrerebbe fosse stato supportato politicamente da Gaio Giulio Cesare che venne però tenuto fuori dallo stesso Cicerone e non ebbe conseguenze. Venuto a conoscenza del pericolo che la Repubblica correva grazie alla soffiata di Fulvia, amante del congiurato Quinto Curio, Cicerone fece promulgare dal Senato un senatus consultum ultimum de re publica defendenda, cioè un provvedimento con cui si attribuivano, come era previsto in situazioni di particolare gravità, poteri speciali ai consoli. Sfuggito poi a un attentato da parte dei congiurati, Cicerone convocò il Senato nel tempio di Giove Statore, dove pronunciò una violenta accusa a Catilina, con il discorso noto come Prima Catilinaria, che si apre con il celebre incipit
(Marco Tullio Cicerone, Catilinarie I,1)
 Catilina, visti i suoi piani svelati, fu costretto a lasciare Roma per ritirarsi in Etruria presso il suo sostenitore Gaio Manlio, lasciando la guida della congiura ad alcuni uomini di fiducia, Lentulo Sura e Cetego.
Grazie alla collaborazione di una delegazione di ambasciatori inviati a Roma dai Galli Allobrogi, Cicerone poté però trascinare anche Lentulo e Cetego davanti al Senato: gli ambasciatori, incontratisi con i congiurati, che avevano dato loro documenti scritti in cui promettevano grandi benefici se avessero appoggiato Catilina, furono arrestati fittiziamente e i documenti caddero nelle mani di Cicerone. Questi portò Cetego, Lentulo e gli altri davanti al Senato, ma nel decidere quale pena dovesse essere applicata, si scatenò un acceso dibattito: dopo che molti avevano sostenuto la pena capitale, Gaio Giulio Cesare propose di punire i congiurati con il confino e la confisca dei beni. Il discorso di Cesare provocò scalpore, e avrebbe probabilmente convinto i senatori se Marco Porcio Catone Uticense non avesse pronunciato un altrettanto acceso discorso in favore della pena di morte. I congiurati furono quindi giustiziati, e Cicerone annunziò la loro morte al popolo con la formula:
(Marco Tullio Cicerone)
poiché era considerato di cattivo auspicio pronunciare la parola "morte" (ed espressioni di significato affine come "sono morti") nel foro. Catilina fu poi sconfitto, nel gennaio 62, in battaglia assieme al suo esercito.
Cicerone, che non smise mai di vantare il proprio ruolo determinante per la salvezza dello Stato (si ricordi il famoso verso di Cicerone sul suo consolato: Cedant arma togae, trad: "che le armi lascino il posto alla toga [del magistrato]"), grazie al ruolo svolto nel reprimere la congiura, ottenne un prestigio incredibile, che gli valse addirittura l'appellativo di pater patriae. Nonostante ciò, la scelta di autorizzare la condanna a morte dei congiurati senza concedere loro la provocatio ad populum (ovvero l'appello al popolo, che poteva decretare la commutazione della pena capitale in una pena detentiva) gli sarebbe costata cara soltanto pochi anni dopo.

### Durante la guerra civile

#### Dal primo triumvirato alle Idi di Marzo

Gaio Giulio Cesare (Musei Vaticani)

A seguito del riemergere dei contrasti tra senatori e populares, e dell'accordo tra Cesare e Pompeo ai danni dell'oligarchia senatoria, Cicerone fu messo da parte. L'ultima possibilità di rientrare nel gioco politico gli fu offerta nel 60 a.C. dai tre più potenti uomini del momento, ovvero Pompeo, Cesare e Crasso, alla conclusione dell'accordo per il primo triumvirato: essi chiesero a Cicerone di appoggiare la legge agraria a favore dei veterani di Pompeo e della plebe meno abbiente. Cicerone, tuttavia, rifiutò non solo per non apparire un traditore dell'aristocrazia, ma anche per l'attaccamento all'ordine legale e sociale di cui gli ottimati si proclamavano difensori.
Dopo questo rifiuto e la costituzione del primo triumvirato, Cicerone si tenne fuori dalla politica ma ciò non bastò a salvarlo dalle vendette dei populares: all'inizio del 58 a.C. il tribuno della plebe Clodio Pulcro, nemico di Cicerone per un precedente processo per sacrilegio, fece approvare una legge con valore retroattivo che condannava all'esilio chiunque avesse mandato a morte un cittadino romano senza concedergli la provocatio ad populum. Si trattava, in realtà, di un'abilissima mossa politica di Cesare (che per l'appunto prima di partire per la Gallia attese che Cicerone fosse fuggito da Roma) che, attraverso il suo alleato Clodio, eliminava così dalla scena politica uno dei suoi avversari più tenaci, che avrebbero potuto osteggiarlo durante la sua ascesa al potere. Cicerone fu dunque processato per la sua condotta durante il processo ai Catilinari Lentulo e Cetego e costretto all'esilio. Lasciò Roma la notte tra il 19 e il 20 marzo di quell'anno e si recò a Vibona, sperando di portarsi in Sicilia, ma il pretore Virgilio - benché suo vecchio amico - non glielo consentì: in effetti l'isola distava da Roma meno delle 500 miglia prescritte dal bando e pertanto Cicerone optò per la città di Brindisi, dove soggiornò tredici giorni negli orti di Lenio Flacco prima di salpare per Durazzo. In più occasioni nei suoi scritti l'oratore loda l'ospitalità e l'amicizia dei brindisini e della famiglia di Lenio Flacco. 
Nei mesi dell'esilio Cicerone non si diede pace, implorando le sue conoscenze perché favorissero il suo ritorno. Clodio, però, fece approvare anche una serie di altre leggi che prevedevano che Cicerone non si potesse neppure avvicinare al confine dell'Italia, e che le sue proprietà venissero confiscate In realtà la villa sul Colle Palatino fu addirittura distrutta, e una sorte simile toccò poco dopo a quelle di Formia e di Tusculum. Nel 57 a.C. la situazione a Roma migliorò, allorché i nobili e Pompeo posero un freno alle iniziative di Clodio Pulcro:  Cicerone poté dunque rientrare in Italia e, proveniente da Durazzo, giunse nuovamente a Brindisi - come narra lui stesso - il 5 agosto: nel porto oltre ai suoi familiari e la figlia Tullia che festeggiava il compleanno, c'era anche Lenio Flacco; le accoglienze tributate al retore furono raddoppiate dal fatto che nella città quel giorno ricorreva anche l'anniversario della deduzione a colonia.
Tornato a Roma riprese la sua lotta contro il tribuno della plebe. Simpatizzante degli optimates per via anche della sua personale amicizia con Milone, uno dei capi della fazione, tenne tre orazioni in difesa di tre optimates. Nel 56 a.C. Cicerone pronunciò l'orazione Pro Sestio in cui allargava il suo precedente ideale politico: l'alleanza tra cavalieri e senatori a suo avviso non era più sufficiente per stabilizzare la situazione politica. Occorreva, quindi, un fronte comune di tutti i possidenti per opporsi alla sovversione tentata dai populares: tale proposta prende il nome di consensus omnium bonorum. Sempre lo stesso anno tenne l’orazione Pro Caelio con cui Cicerone si trova a difendere Marco Celio Rufo dall’accusa di tentato avvelenamento della sua amante, Clodia (sorella del tribuno della plebe Clodio Pulcro e identificata dagli studiosi come la Lesbia di Catullo). Nonostante la donna venisse dipinta come colei che per prima aveva tentato di uccidere l’amante in quanto avversario politico del fratello le accuse erano inconsistenti e Cicerone spiegò il gesto compiuto da Marco Celio Rufo come un errore di gioventù. Nel 55 a.C. scrive In Pisonem, orazione contro il governatore di Macedonia Lucio Calpurnio Pisone, suocero di Cesare. Patrizi e plebe si scontravano con l'uso di bande armate, e in uno di questi scontri, più precisamente sulla via Appia, Milone, organizzatore delle bande dei possidenti, uccise il tribuno Clodio. Al processo per omicidio, tenutosi nel 52 a.C., Cicerone difese Milone improntando la sua orazione sulla differenza tra tirannicidio e omicidio; in questo caso sarebbe stato tirannicidio e per tanto giustificabile. Ma, non riuscendo a pronunciare il suo discorso con la giusta forza per il clamore della folla e per il timore che gli incutevano i partigiani di Clodio nel foro, Milone venne condannato all'esilio a Marsiglia (una versione della Pro Milone venne pubblicata solo successivamente, dando modo di verificare come fosse un'orazione tra le più abili e sottili sul piano giuridico).

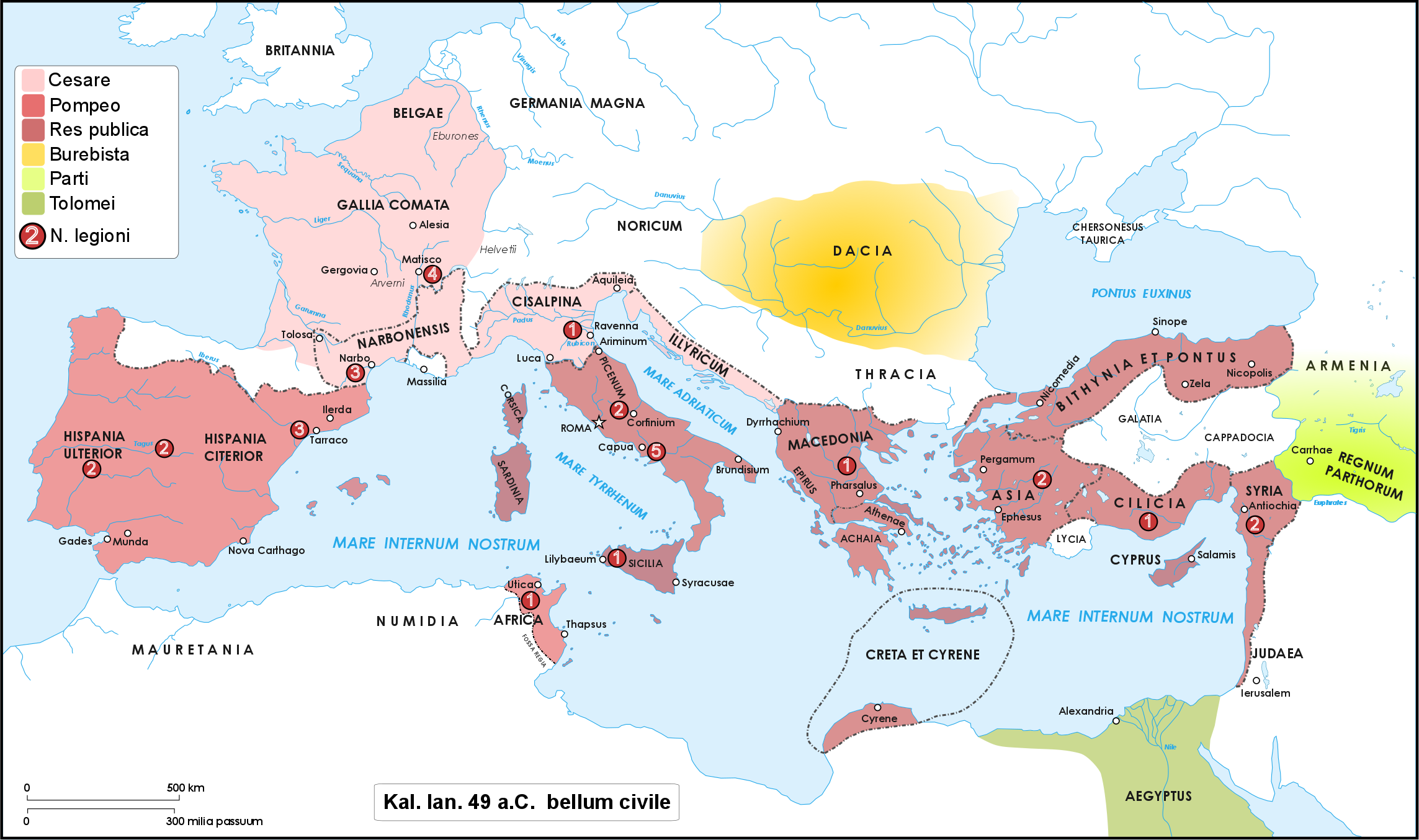
Il mondo romano allo scoppio della guerra civile (1 gennaio 49 a.C.). Sono inoltre evidenziate le legioni distribuite per provincia

Dopo essere stato nominato augure nel 53 a.C. al posto di Crasso, nel 51 a.C. come proconsole si recò in Cilicia, proprio mentre i rapporti tra Cesare e Pompeo si inasprivano. Durante il soggiorno lontano da Roma, i pensieri dell'oratore furono rivolti alla minaccia della guerra civile. Tornato in patria, non cessò di invitare le parti alla moderazione ed alla conciliazione, ma i suoi inviti caddero nel vuoto anche a causa del fanatismo che spingeva Pompeo all'intransigenza nei confronti delle richieste di Cesare. Quando Cesare varcò il Rubicone, Cicerone cercò di accattivarsene il favore, ma poi decise ugualmente di lasciare l'Italia per unirsi a Pompeo. Sbarcò, dunque, a Dyrrachium, ma, raggiunti i Pompeiani, si accorse di quanto le speranze che egli riponeva in loro quali salvatori della repubblica fossero infondate: ognuno di loro era lì non in difesa degli ideali, ma soltanto per tentare di trarre profitto dalla guerra. Dopo la grande vittoria di Cesare nella battaglia di Farsalo, nel 48 a.C., Cicerone decise di tornare a Roma, dove ottenne il perdono dello stesso Cesare nel 47 a.C.

Cicerone rivelava nelle sue opere ed in lettere ad amici come Cornelio Nepote, riguardo alla personalità di Cesare: 
(Svetonio, Vite dei Cesari, Cesare, 55.)
La speranza di Cicerone di collaborare al governo di Cesare venne troncata dalla piega assolutistica e monarchica presa dal potere. L'oratore si ritirò, iniziando la stesura di opere di carattere filosofico ed oratorio. A questo si aggiunse il divorzio dalla moglie Terenzia e la morte della figlia Tullia, seguita dalla separazione dalla seconda moglie Publilia, una giovinetta.
Quando Cesare fu ucciso, il 15 marzo del 44 a.C., a seguito della congiura ordita da Marco Giunio Bruto e Gaio Cassio Longino, per Roma, e per lo stesso Cicerone, si avviò una nuova fase politica, che avrebbe avuto termine solo con l'avvento dell'impero.

#### L'opposizione ad Antonio e la morte
Cicerone non fu, certamente, colto di sorpresa dall'assassinio, da parte dei Liberatores, di Giulio Cesare: era sicuramente al corrente della congiura che si andava tessendo, ma decise sempre di tenersene al di fuori, pur manifestando una grande ammirazione per l'uomo che era destinato a divenire il simbolo stesso della congiura, Bruto. E lo stesso Bruto, infatti, con il pugnale sporco del sangue di Cesare ancora in mano, additò Cicerone definendolo l'uomo che avrebbe ristabilito l'ordine nella repubblica.
Scrisse a Lucio Minucio Basilo, uno dei cesaricidi, una lettera per congratularsi dell'assassinio di Cesare:
(Cicerone, Ad Familiares, vi, 15)
La data della missiva non è conosciuta, ma viene solitamente ritenuta vicinissima o coincidente alla congiura. L'espressione «quid agas quidque agatur» la indicherebbe come scritta prima che Cicerone si recasse al Campidoglio, dove i cospiratori avevano trovato rifugio dopo l'assassinio, asserragliati nel tempio capitolino e protetti dai gladiatori di Bruto.
Cicerone, infatti, tornò ad essere anche di fatto uno dei maggiori rappresentanti della fazione degli optimates, mentre Marco Antonio, luogotenente e magister equitum di Cesare, prendeva le redini della fazione dei populares. Antonio tentò di fare in modo che il senato decidesse di organizzare una spedizione contro i Liberatores (che intanto si erano trasferiti nella penisola balcanica), ma Cicerone fu promotore di un accordo che, assicurando il riconoscimento di tutti i provvedimenti presi da Cesare nel corso della sua dittatura, garantiva l'impunità a Bruto e Cassio. Poco dopo, i due, assieme agli altri congiurati, fuggirono verso la penisola ellenica.

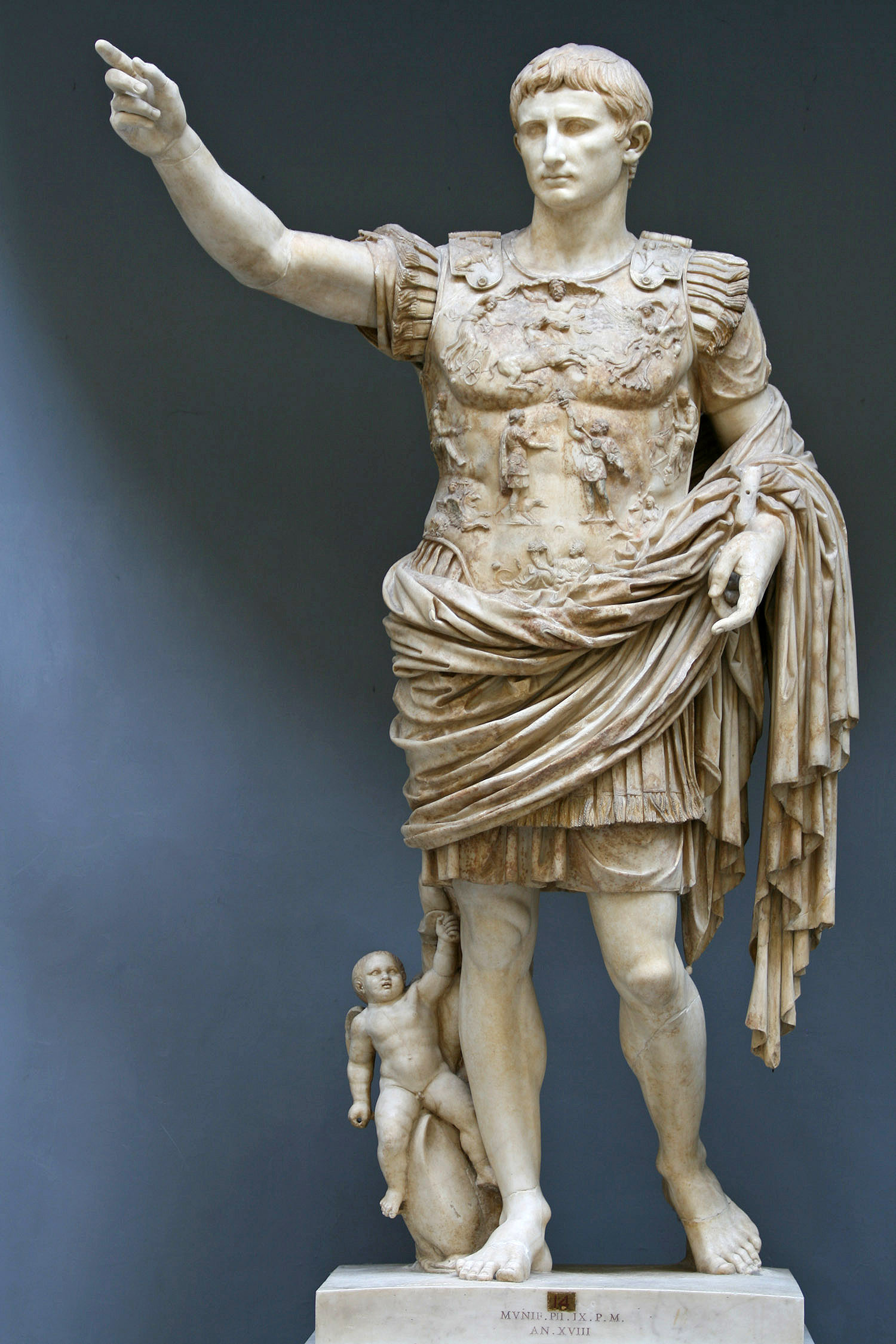
Statua di Augusto comunemente detta Augusto di Prima Porta, custodita ai Musei Vaticani.

Tra Cicerone ed Antonio, comunque, i rapporti non erano dei migliori, e i due, d'altra parte, si trovavano all'esatto opposto in ambito politico: Cicerone era il difensore degli interessi dell'oligarchia senatoriale, convinto sostenitore della repubblica monopolizzata dai ricchi, mentre Antonio avrebbe voluto fare suoi i progetti di Cesare ed assumere gradualmente un potere monocratico. Intanto, un'altra figura si andava affermando dal nulla nel panorama politico di Roma, la figura del giovane Ottaviano (destinato a diventare Augusto), pronipote di Cesare e suo erede designato nel testamento. Ottaviano decise di adottare una politica filosenatoriale, senza mostrare nessuna volontà di imitare le mosse di Cesare.
Cicerone, allora, si schierò ancora più apertamente contro Antonio, definendo Ottaviano come vero erede politico di Cesare, e come uomo mandato dagli dèi per ristabilire l'ordine. Cicerone sperava, infatti, nell'affermazione di un giovane princeps in re publica che, assistito da un membro del senato di grande esperienza, come lo stesso Cicerone, riportasse la pace e riformasse la repubblica. Iniziò, inoltre, tra il 44 a.C. e il 43 a.C., a pronunciare contro Antonio una serie di orazioni, note con il nome di Filippiche in quanto richiamavano quelle omonime pronunciate da Demostene contro Filippo II di Macedonia. Intanto, Antonio, nella volontà di condurre una nuova guerra in Gallia per accrescere il proprio prestigio, decise di marciare contro Decimo Giunio Bruto Albino, governatore della Gallia Cisalpina, e lo assediò nella città di Modena. Qui Antonio fu però raggiunto dagli eserciti consolari guidati da Aulo Irzio, Gaio Vibio Pansa e dallo stesso Ottaviano, che lo sconfissero.
Tornato a Roma, Ottaviano si trovò nella situazione di dover scegliere tra il totale abbandono della politica cesariana, che avrebbe tenuto in vita l'agonizzante repubblica, e l'allontanamento dal Senato, al quale rischiava di asservirsi totalmente. Scelse di proseguire almeno in parte la politica cesariana, e costituì, assieme ad Antonio e a Marco Emilio Lepido, il secondo triumvirato, un accordo politico secondo il quale i tre uomini avrebbero dovuto compiere una profonda opera di riforma della repubblica. Cicerone fu costretto ad accettare che sarebbe ora stato impossibile attuare il suo piano di un princeps, ma non per questo ritirò le severe accuse rivolte ad Antonio nelle Filippiche. Quest'ultimo, allora, nonostante la fievole opposizione di Ottaviano, decise di inserire Cicerone nelle liste di proscrizione, decretando, così, la sua condanna a morte.
Cicerone lasciò allora Roma e si ritirò nella sua villa di Formia, che aveva ricostruito dopo gli episodi legati a Clodio. A Formia, però, fu raggiunto da alcuni sicari inviati da Antonio, che, aiutati da un liberto di nome Filologo, poterono trovarlo fin troppo facilmente. Cicerone, accortosi dell'arrivo dei suoi assassini, non tentò di difendersi, ma si rassegnò alla sua sorte, e venne decapitato. Tale località prese il nome di Vindicio (dal latino "vindicta", vendetta), attuale frazione di Formia. Una volta ucciso, per ordine di Antonio, gli furono tagliate anche le mani (o forse soltanto la mano destra, usata per scrivere ed indicare durante i discorsi), con cui aveva scritto le Filippiche, che furono esposte in senato insieme alla testa, appese ai rostri che si trovavano sopra la tribuna da cui i senatori tenevano le loro orazioni, come monito per gli oppositori del triumvirato.
(Livio - Ab Urbe condita libri, CXX - cit. in Seneca il Vecchio, Suasoriae, 6,17)
(Plutarco, Vite parallele, Vita di Cicerone, 48, 4-6)
Una volta sconfitto Antonio, Ottaviano scelse Marco, figlio di Cicerone, come collega per il consolato, e proprio Marco comminò le pene ad Antonio, facendone abbattere le statue e decretando che nessun membro della gens Antonia avrebbe più potuto essere chiamato Marco.
Plutarco racconta che quando, tempo dopo, insignito del titolo di Augusto, Ottaviano trovò un nipote che leggeva le opere di Cicerone, gli prese il libro, e ne lesse una parte. Una volta che glielo ebbe restituito, disse: "Era un saggio, ragazzo mio, un saggio, e amava la patria".

## Vita privata

### Matrimoni
Cicerone probabilmente sposò Terenzia all'età di 29 anni, nel 77 a.C. Il matrimonio - di convenienza - fu piuttosto armonioso per 30 anni. Terenzia era di famiglia patrizia ed era una ricca ereditiera, entrambi fattori particolarmente importanti per il giovane ambizioso che era Cicerone. Da Terenzia Cicerone avrà due figli: Marco Tullio Cicerone, che come il padre diventerà un politico a Roma, e Tullia o «la dolce Tulliola», come appunto viene descritta da Cicerone in una delle sue innumerevoli lettere; che sposò prima con un Pisone Frugi e poi in seconde nozze con Publio Cornelio Dolabella dal quale divorzierà perché il padre sosteneva la fazione degli ottimati mentre Dolabella era luogotenente di Cesare, infine morirà molto giovane all'età di 34 anni. Una delle sorelle o cugina di Terenzia era stata scelta come vergine Vestale, il che costituiva un grandissimo onore. Terenzia era una donna dal carattere forte e prese parte alla carriera politica di suo marito più di quanto permise a lui di prenderne negli affari di famiglia. Non condivise, tuttavia, gli interessi intellettuali di Cicerone né il suo agnosticismo. Cicerone lamenta a Terenzia in una lettera scritta durante il suo esilio in Grecia che «...né gli dei che Lei ha adorato con tale devozione né gli uomini che io ho servito hanno mostrato il più piccolo segno di gratitudine nei nostri confronti». Terenzia era una donna devota e probabilmente piuttosto materialista.
Alla fine del 47 a.C. o all'inizio del 46 a.C. Cicerone ripudiò Terenzia. I motivi del distacco sono ignoti, ma Cicerone accusò la moglie di averlo trascurato durante la guerra, di non essere neppure venuta ad accoglierlo al suo ritorno e di avergli restituito la casa gravata di forti debiti.
Verso la fine del 46 a.C. Cicerone sposò Publilia, giovane e ricca fanciulla orfana di padre, che viveva sola con la madre. Secondo Terenzia (che accusava Publilia di essere la causa del suo divorzio), la giovinezza della fanciulla avrebbe causato l'innamoramento di Cicerone, mentre secondo Tirone, liberto dell'oratore, dietro la decisione ci sarebbe stato il desiderio di usufruire dei beni della giovane; Cicerone peraltro era già stato nominato tutore di Publilia, e ne amministrava le ricchezze. Poco dopo il matrimonio, Tullia, figlia di Cicerone, morì di parto. Egli rimase fortemente colpito e nel luglio del 45 a.C., mentre gli amici gli recavano conforto, decise di ripudiare Publilia colpevole di essersi rallegrata della morte di Tullia, dopo soli sette mesi di matrimonio.
Il divorzio dalla storica consorte Terenzia e le seconde nozze con Publilia, destinate anch'esse alla rottura, resero Cicerone oggetto di feroci critiche, come quelle rivoltegli da Antonio nelle repliche alle Filippiche.
Entrambe le mogli di Cicerone morirono in tardissima età, cosa insolita per quei tempi (Terenzia addirittura centenaria; in quanto a Publilia, era ancora viva durante l'impero di Tiberio, avendo sposato in seconde nozze il console Gaio Vibio Rufo, secondo quanto afferma Cassio Dione).

### Prole
È universalmente noto l'amore di Cicerone per la figlia Tullia, sebbene il matrimonio con Terenzia, da cui lei era nata, fosse stato un matrimonio di convenienza. Tullia era l'unica persona che Cicerone non criticò mai. La descrive così in una lettera al fratello Quinto: «Com'è affettuosa, com'è modesta, com'è intelligente!» Quando lei si ammalò improvvisamente nel febbraio del 45 a.C. e morì, dopo che era sembrato che potesse guarire, dando alla luce un figlio, Cicerone scrisse ad Attico: «Ho perso l'unica cosa che mi legava alla vita».
Attico invitò Cicerone ad andarlo a trovare nelle prime settimane dopo la morte di Tullia per poterlo consolare. Nella grande biblioteca di Attico, Cicerone lesse tutto quello che i filosofi greci avevano scritto circa il superamento del dolore, «...ma il mio dolore sconfigge ogni consolazione». Cesare e Bruto gli spedirono lettere di condoglianze, e così fece anche il suo vecchio amico e collega, l'avvocato Servio Sulpicio Rufo. Questi spedì una lettera che in seguito è stata molto apprezzata, piena di riflessioni sulla fugacità di tutte le cose.
Dopo un po', Cicerone decise di abbandonare ogni compagnia per ritirarsi in solitudine nella sua villa di Astura, appena acquistata. Si trovava in un bosco solitario, ma non lontano da Napoli, e per molti mesi non fece altro che camminare per il bosco, piangendo. Scrisse ad Attico: «Io mi immergo là nel bosco selvatico e fitto la mattina presto, e vi soggiorno fino a sera». Più tardi decise di scrivere un libro per insegnare a se stesso come superare il dolore; questo libro, intitolato Consolatio, fu estremamente apprezzato in antichità (in particolare da Sant'Agostino), ma sfortunatamente è andato perduto, e ne restano solo pochi frammenti. In seguito Cicerone progettò anche di far erigere un piccolo tempio alla memoria di Tullia, la "sua incomparabile" figlia, ma poi non portò a termine il progetto, per ragioni ignote.
Cicerone sperava che il figlio Marco scegliesse di diventare filosofo come lui, ma era un'aspettativa priva di basi: Marco, per conto suo, desiderava intraprendere la carriera militare, e nel 49 a.C. si unì a Pompeo ed al suo esercito, e partì con loro per la penisola ellenica. Quando nel 48 a.C., dopo la disastrosa sconfitta dei pompeiani a Farsalo, Marco si presentò a Cesare, questi lo perdonò. Cicerone, allora, non perse tempo, e lo mandò ad Atene a formarsi nella scuola del filosofo peripatetico Cratippo, ma Marco, ben distante dall'occhio vigile del padre, passò il tempo a mangiare, bere e divertirsi, seguendo le lezioni del retore Gorgia.
Dopo l'assassinio del padre, Marco si unì all'esercito dei Liberatores, guidati da Marco Giunio Bruto e Gaio Cassio Longino, ma dopo la sconfitta nella battaglia di Filippi, nel 42 a.C., fu perdonato da Ottaviano. Questi, infatti, sentendosi in colpa per aver permesso che Cicerone fosse inserito nelle liste di proscrizione del secondo triumvirato, decise di favorire la carriera del giovane Marco. Quest'ultimo divenne, dunque, augure, e fu poi nominato prima console nel 30 a.C. assieme allo stesso Ottaviano, e poi proconsole in Siria e nella provincia d'Asia.

### L'umorismo ciceroniano
- Vedendo un busto marmoreo che raffigurava suo fratello Quinto, uomo di bassa statura, Cicerone osservò: "Che strano! Mio fratello è più grande quando è mezzo che quando è intero"
- Anche il marito della figlia non era alto, e vedendolo indossare l’armatura e le armi di legionario Cicerone chiese ai presenti: "Chi ha legato mio genero alla spada?".
- Un certo Vibio Curione aveva il vezzo di abbassarsi l'età e Cicerone: "Ma allora quando andavamo a scuola insieme non eri ancora nato?".
- Saputo che Fabia Dolabella asseriva di avere trent’anni, Cicerone assentì: "È vero! Sono vent’anni che glielo sento dire."
- Cicerone non aveva nobili natali per cui il patrizio Metello Nepote lo derideva, durante le udienze in tribunale, chiedendogli chi era suo padre. Ma Cicerone: "Per quanto ti riguarda, invece, tua madre ti ha reso difficile rispondere a questa domanda!"
- Ad un avversario disonesto che lo attaccò in Senato domandandogli: "Perché abbai tanto?", Cicerone rispose: "Perché vedo un ladro!"

## Cicerone politico
(Marco Tullio Cicerone, De Legibus,3,12)

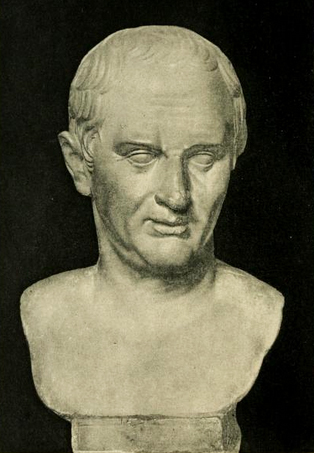
Busto di Cicerone

Come uomo politico, Cicerone è sempre stato bersaglio della critica di antichi e moderni. Le accuse mossegli vanno dall'incoerenza alla vanità, alla poca lungimiranza. Ma la sua conduzione oggettivamente può essere giustificata se la si contestualizza nella politica del tempo, fatta in un mobile gioco di accordi e conflitti tra gruppi di potere e famiglie nobili, che sfruttavano le etichette di partito per mire personali.
«Cicerone era attaccato al governo repubblicano per tradizione e per ricordo, rammentando le grandi cose che esso aveva fatto e a cui egli, come molte altre persone, doveva le sue dignità, il suo grado sociale e il nome. Non poteva dunque pensare a rassegnarsi così facilmente alla sua caduta, anche se la libertà effettiva non esisteva più a Roma, e non ne restava che l'ombra. Non bisogna biasimare coloro, come Cicerone, che vi s'attaccano e fanno sforzi disperati per non lasciarla perire, poiché quest'ombra, questa apparenza li consola della libertà perduta e infonde loro qualche speranza di riconquistarla. Questo era ciò che pensavano i Romani che, come Cicerone, dopo matura riflessione, senza entusiasmo, senza passione, e senza speranza, andarono a raggiungere Pompeo»; questo è ciò che Lucano fa dire a Catone in quei versi ammirevoli che esprimono i sentimenti di tutti coloro che, senza nascondere la triste condizione della Repubblica, si ostinarono a difenderla fino alla fine: «Come un padre, che ha or ora perduto il figlio, prova una sorta di piacere a dirigere i riti funebri, accende con le sue mani il rogo, non lo lascia che a malincuore e il più tardi possibile, così, Roma, io non t'abbandonerò prima di averti tenuta morta tra le mie braccia. Io seguirò fino alla fine il tuo solo nome, o libertà, anche quando non sarai più che un'ombra vana».
Preoccupazione costante di Cicerone fu la difesa dello status quo e dei diritti della grande proprietà latifondista, desideroso soprattutto di acquisire presso i notabili romani il credito necessario per entrare a far parte della classe dirigente. Egli si adoperò quindi per la conservazione del potere e dei privilegi di cui godeva la classe degli optimates, secondo una formula che, in sostanza, significava sicurezza e tranquillità (otium) per tutti i possidenti, e che implicava che il potere (dignitas) rimanesse nelle mani di un'oligarchia.

Il suo preteso desiderio che in questa élite si entrasse per "merito" e non per nascita, quand'anche non lo si voglia meramente intendere come un sottinteso riferimento alle sue vicende personali, rimase comunque un'astrazione teorica, un'utopia, anche per l'assenza, allora come oggi, di una vera modifica nel tessuto politico e sociale della Repubblica.
Cicerone fu, inoltre, sostenitore dell'ideale politico della concordia ordinum (intesa tra il ceto equestre e senatorio divenuta poi concordia omnium bonorum, ovvero concordia di tutti i cittadini onesti), e la esaltò, in particolare, nella quarta orazione contro Catilina: allora, per la prima volta nella storia tardo repubblicana, i senatori, i cavalieri ed il popolo si trovarono d'accordo sulle decisioni da prendere, decisioni dalle quali dipendeva la salvezza dello stato. Cicerone auspicava che la concordia potesse durare per sempre, pur capendo che essa era nata, in quel particolare frangente, solo per la pressione emotiva: d'altronde, la concordia non faceva leva su un particolare progetto politico, ma solamente su motivi di carattere sentimentale ed economico.

## Cicerone filosofo
Per le opere, vedi l'apposita sezione

### La filosofia romana prima di Cicerone

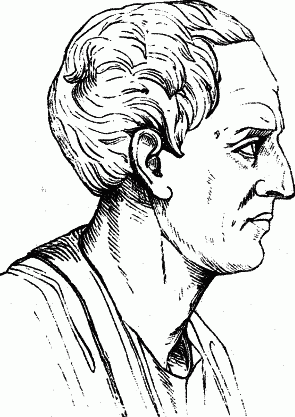
Ritratto di Cicerone

Cicerone fu il primo degli autori romani a comporre opere filosofiche in latino: ne andava, infatti, molto fiero, ma si scusava, allo stesso tempo, di aver dedicato alla filosofia così tanto tempo. Alcuni, infatti, ritenevano che fosse disdicevole per un uomo romano dedicarsi alla filosofia, altri pensavano che comunque non bisognasse dedicarle più di un certo tempo. Altri ancora, infine, erano convinti sostenitori della totale superiorità della filosofia greca e consideravano per l'appunto solo le opere greche degne di essere lette.
Cicerone era però convinto che, se i Romani si fossero dedicati seriamente alla filosofia, avrebbero allora raggiunto le stesse vette dei Greci, che già avevano eguagliato nella retorica. Ma il gusto per le speculazioni filosofiche era totalmente estraneo alla società romana: il vir era, d'altronde, un uomo d'azione. I Romani conobbero la filosofia grazie al contatto con i Greci, ma consideravano inutile, se non addirittura deleteria, una vita spesa alla continua ricerca di un sapere che non portava nessuna gloria alla patria né alcuna ricchezza. Il Senato arrivò, infatti, addirittura ad espellere dall'Urbe i filosofi ateniesi che vi erano giunti in visita nel 155 a.C., Carneade, Diogene e Critolao.
La stessa nobilitas senatoriale non voleva, poi, che il popolo e i giovani si interessassero alla filosofia (che avrebbe prodotto in loro un certo amore per l'otium, allontanandoli dalla vita reale), ma furono costretti ad ammettere che nessun uomo degno di tale nome poteva restare estraneo a questa scienza. I senatori decisero di richiamare a Roma i filosofi che avevano scacciato per prendere da loro delle vere e proprie lezioni di filosofia, vietando, comunque, loro di insegnare la filosofia pubblicamente. Persino Marco Porcio Catone, fiero oppositore della penetrazione della cultura greco-ellenistica a Roma, studiò la filosofia greca, come tutti gli esponenti dell'oligarchia senatoriale del tempo.
A riscuotere un istantaneo successo a Roma fu lo stoicismo, ma presto ad esso si unirono le altre dottrine, i cui esponenti arrivarono "in massa" a Roma nel corso del I secolo a.C. In poco tempo, dunque, la situazione aveva subito un totale ribaltamento e non esisteva più uomo estraneo alla filosofia.

### Formazione filosofica di Cicerone
Cicerone non si comportò diversamente dai suoi contemporanei, ma, almeno in gioventù, studiò la filosofia convinto che si trattasse esclusivamente di un valido supporto per la retorica: iniziò a comporre opere filosofiche, infatti, soltanto in tarda età, quando solo la composizione, appunto, poteva essere l'impiego del suo tempo libero. Nella filosofia Cicerone cercò e seppe trovare la consolazione di cui aveva bisogno, il rimedio somministratogli dall'antica saggezza.
Da giovane, Cicerone studiò d'impulso l'epicureismo, dottrina che aveva avuto numerosi discepoli anche a Roma, tra cui Amafinio, Cazio e Lucrezio. In principio, Cicerone fu, infatti, allievo di filosofi epicurei, quali Fedro e Zenone. Più tardi, sotto l'influsso di altri maestri, abbracciò, almeno in parte, lo stoicismo, ma non ne fu mai un convinto sostenitore: come altri al suo tempo, elaborò una personale fusione tra le due filosofie, in modo eclettico. Mostrò, tuttavia, forti preferenze per la dottrina accademica insegnatagli da Filone: la teoria del probabilismo e del verosimile si adattavano perfettamente ad una personalità quale quella di Cicerone, a cui si addiceva perfettamente anche l'elevazione morale dello stoicismo. Questa particolare mescolanza fra più filosofie fu la vera filosofia di Cicerone.

## Opere

Marci Tullii Ciceronis Opera Omnia, 1566

### Scritti filosofici

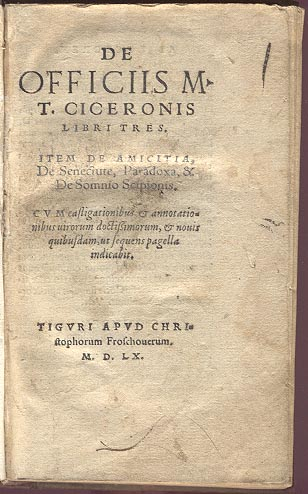
Frontespizio di una stampa del De officiis; Christopher Froschouer, 1560

Le opere filosofiche di Cicerone costituiscono un'importante fonte su teorie filosofiche ellenistiche poco documentate direttamente. In particolare gli Academica sono una testimonianza essenziale sullo scetticismo della media Accademia. In molti casi Cicerone traduce per la prima volta in latino termini filosofici greci. Ad esempio i termini probabile e probabilità, usati con leggere varianti in tutte le lingue occidentali per indicare concetti filosofici e scientifici, traggono il loro significato attuale dalla scelta di Cicerone di tradurre con il latino probabilis il termine πιθανὸς (pithanòs), nel senso in cui esso è usato da Carneade.
Il De re publica e il De legibus, e la traduzione del Timeo e del Protagora contribuirono a diffondere a Roma il Platonismo.

#### Panoramica alfabetica di tutte le opere filosofiche
- Academica priora (prima stesura dei libri sulla dottrina della conoscenza dell'accademia platonica).
  - Catulus (Dialogo), la prima parte dell'Academica priora, perduto.
  - Lucullus (Dialogo), la seconda parte dell'Academica priora, conservato.
- Academici libri oppure Academica posteriora (versione tarda del trattato sulla dottrina della conoscenza dell'accademia platonica, in quattro libri).
- Cato Maior de senectute ("Catone il censore, sull'anzianità"). Cicerone immagina Catone il Censore all'età di 84 anni ed esprime la sua nostalgia del buon tempo antico, quando a Roma l'uomo politico eminente poteva mantenere prestigio e autorevolezza fino alla più tarda età.
- Consolatio: una consolazione a sé stesso scritta alla morte dell'amata figlia Tullia, in cui Cicerone esorta a considerare la caducità di ogni cosa e l'importanza della filosofia. L'opera è andata perduta.
- De Divinatione ("Sulle profezie"): Quest'opera, probabilmente la più originale tra tutte quelle composte da Cicerone, mette in luce un'opinione molto esplicita sulla fiducia che bisogna riporre nell'arte aruspicina. Sebbene discuta anche delle opinioni stoiche al riguardo, si nota che Cicerone tratta gli argomenti con la dimestichezza di chi ha potuto osservare da vicino il funzionamento della religione romana (nelle vesti di augure), e può trarne un lucido giudizio, che non può non essere negativo. Da quest'opera e dal terzo libro del De natura deorum i primi cristiani attinsero argomenti per combattere il politeismo.
- De finibus bonorum et malorum ("Sui confini del bene e del male"). È un dialogo in cinque libri che si pone il problema di cosa sia il sommo bene, tenendo in considerazione le due filosofie antiche stoica ed epicurea che, rispettivamente, lo classificavano come virtù e piacere.
- De Fato ("Sul Fato"), giuntoci non integralmente. Viene argomentata la dottrina provvidenzialistica degli stoici.
- De natura deorum ("Sull'essenza degli dei"): Il De natura deorum fu scritto nel 44 a.C., subito prima della morte di Cesare, ed inviato a Bruto. Cicerone orchestra una conversazione tra un epicureo, Velleio, uno stoico, Balbo, ed un accademico, Cotta, che espongono e discutono le opinioni dei vecchi filosofi sugli dei e sulla Provvidenza. L'ateismo dissimulato di Epicuro viene confutato da Cotta, che sembra rappresentare lo stesso Cicerone. Cotta prende, poi, la parola, per confutare anche il pensiero stoico riguardo alla Provvidenza. Se Cicerone respingeva con certezza il parere degli epicurei al riguardo, non possiamo, invece, sapere con altrettanta certezza cosa pensasse della religiosità dello stoicismo: le parole di Cotta, pervenuteci, tra l'altro, solo in parte, non contengono nessuna riflessione dello stesso Cicerone. Si è però ipotizzato che Cicerone abbracciasse almeno in parte il probabilismo accademico, sebbene suoi ammiratori fossero invece convinti che si fosse allontanato del tutto dallo scetticismo. Comunque, è importante il poter constatare l'estrema discrezione dell'atteggiamento di Cicerone: egli è persuaso che il culto nell'esistenza degli dei e nella loro azione sul mondo debba esercitare una profonda influenza sulla vita, e che è, dunque, di un'importanza fondamentale per il governo di uno stato. Esso deve, perciò, essere mantenuto vivo nel popolo. Sono il politico e l'augure che parlano. Cicerone non trova gli argomenti degli stoici molto convincenti, e li confuta per mezzo di Cotta. Infine, si dice incline a credere che gli dei esistano e che governino il mondo: lo crede, perché è un'opinione comune a tutti i popoli. Questo" accordo" universale equivale per lui ad una legge della natura (consensus omnium populorum lex naturae putanda est). In quanto alla pluralità degli dei, sebbene non si esprima categoricamente su questo punto, sembra che non ci creda, o per lo meno che, come gli stoici, consideri gli dei come nient'altro, per così dire, che le emanazioni del Dio unico. Concepisce poi questo Dio unico come uno spirito libero e privo di qualsiasi elemento mortale, all'origine di tutto. Non risparmia, invece, i racconti mitici del politeismo greco-romano; schernisce e condanna le leggende comuni a tutti i popoli. Era soprattutto questa parte dell'opera, il terzo libro, ad affascinare i filosofi del XVIII secolo: non era difficile mettere in luce gli aspetti ridicoli della religione popolare, e si può dire che anche al tempo di Cicerone ciò era diventato un luogo comune filosofico. Gli uni, respingendo con disprezzo queste favole, che giudicavano grossolane, respingevano anche ogni credenza; gli altri adottavano la dottrina stoica. A Cicerone, invece, l'esistenza degli dei appariva come necessaria: tutti i popoli credevano, e di conseguenza credeva anche lui. Pressappoco nello stesso modo, Cicerone analizza, poi, il tema dell'immortalità dell'anima, prendendo in prestito molte delle opinioni espresse a questo proposito da Platone.[101]
- De officiis ("Sui doveri"): Il De officis, che - pare - fu scritto dopo la morte di Cesare, nel 44 a.C., è l'ultima opera filosofica di Cicerone, che la dedicò al figlio Marco, che si trovava ad Atene. L'opera, ispirata ad un lavoro dello stoico Panezio, è divisa in tre libri: il primo tratta di ciò che è onesto, il secondo di ciò che utile, ed il terzo traccia una comparazione tra utile ed onesto. Nell'opera, Cicerone non fornisce profonde spiegazioni con rigore scientifico, ma enuncia una serie di ottimi precetti, indispensabili per fare di un uomo un buon cittadino romano, ligio ai suoi doveri e dunque in grado di vivere nell'ottica della virtus.
- Hortensius: sorta di protrettico ovvero esortazione alla filosofia, modellata su un'analoga opera perduta di Aristotele. Come testimoniato dal proemio al II libro del De divinatione, in essa appariva Quinto Ortensio Ortalo, il quale svalutava l'attività filosofica; contro questa tesi si pronunciava Cicerone. L'opera fu assai apprezzata nell'antichità, specie da Agostino; essa è andata perduta e gli unici frammenti pervenutici provengono da citazioni che ne fa appunto Agostino.
- Laelius seu de amicitia ("Lelio" o "sull'amicizia").
- Paradoxa Stoicorum (Teoremi di spiegazione dei paradossi etici della scuola degli stoici): Si tratta di esercitazioni di casistica oratoria, spesso giudicate di basso livello dalla critica.
- Tusculanae disputationes ("Conversazioni a Tusculum"): Le Tusculanae disputationes furono composte nel 45 a.C., sotto la dittatura di Cesare, quando Catone Uticense era già stato costretto al suicidio e la repubblica aveva, in fin dei conti, cessato di esistere. Il dittatore si era dimostrato clemente, ma aveva dato a intendere agli intellettuali che non avrebbe accettato una loro "insubordinazione": a Cicerone, che aveva scritto un libro in memoria di Catone, Cesare aveva risposto con l'Anticato ("Anticatone"), in cui criticava l'illustre morto, mostrando quale sarebbe stato il suo atteggiamento verso gli oppositori. Per Cicerone la situazione era davvero complicata: sua figlia Tullia era appena morta, e la vita politica aveva perso ogni senso. L'oratore decise dunque di ritirarsi nella villa di Tusculum, particolarmente amata da Tullia, dove si dedicò allo studio della filosofia. Gli argomenti delle disputationes rispecchiano dunque il suo stato d'animo: cos'è la morte? Cos'è il dolore? C'è un modo per alleviare le afflizioni dell'animo? Cosa sono le passioni? Come si deve confrontare il saggio nei confronti di questi elementi turbatori della propria imperturbabilità? Infine: cos'è la virtù? Basta a rendere felice una vita? Tra le ultime riflessioni ve n'è anche una a proposito del suicidio, inteso come mezzo per eludere la morte. Cicerone tratta questi temi con il suo solito stile eloquente, ma vi si intravede un forte senso d'impotenza: è evidente che il suo pensiero è sempre rivolto, nonostante tutto, a Roma ed alla politica.
- De re publica ("Sulla repubblica"), sul modello della Repubblica di Platone.
- De legibus ("Sulle leggi"): Il De legibus fu composto probabilmente nel 52 a.C., dopo che Cicerone era stato nominato augure. Si tratta di uno scritto che può considerarsi complementare del De re publica, del quale ricalca pregi e difetti: non è un lavoro puramente filosofico, né un semplice trattato di giurisprudenza, ma piuttosto un compromesso tra le due scienze. Nel primo libro, ispirato all'omonima opera di Platone e al trattato Sulle leggi di Crisippo, Cicerone dimostra con una grande elevazione di pensiero e di stile l'esistenza di una legge universale, eterna, immutabile, conforme alla ragione divina, che si confonde con lei. Proprio la ragione divina, infatti, costituisce il diritto naturale, che esisteva prima di tutti gli ordinamenti. Dopo quest'avvio, Cicerone passa all'analisi delle leggi in rapporto alle varie forme di governo, così come farà, molto tempo dopo, Montesquieu. Non avendo a disposizione altra repubblica all'infuori di quella romana, Cicerone non immagina leggi diverse da quelle romane: esse sono le leggi perfette. Terminata l'analisi, Cicerone si limita, nel secondo libro, ad enunciare le poche che possono essere considerate imperfette, soprattutto tra quelle che regolano il culto. L'attenta analisi delle consuetudini religiose appare, alla luce della data di pubblicazione, come un'attenta manovra di propaganda, con la quale Cicerone appare ai suoi concittadini come uomo ben degno della carica sacerdotale che gli è stata affidata. Nel terzo libro, di cui sono andati perduti alcuni passi, Cicerone analizza la natura e l'organizzazione del potere, il carattere delle diverse funzioni dello stato e l'antagonismo salutare che deve esistere tra le forze che lo costituiscono. Queste domande, di interesse generale così vivo poiché toccavano direttamente il problema della libertà politica, avevano un'importanza considerevole per i contemporanei di Cicerone. Quale doveva essere la parte dell'aristocrazia o del senato, e quale quella del popolo nel governo della repubblica? Non era lontano il tempo in cui Cesare avrebbe dato la risposta definitiva a questo quesito, e tutti coloro che presagivano ciò che sarebbe accaduto tentavano di rafforzare l'autorità della nobilitas e del senato. Nell'opera, il fratello di Cicerone, Quinto, è fortemente contrario al tribunato della plebe, carica che ritiene potenzialmente troppo pericolosa: Cicerone, pur discostandosi dalle opinioni del fratello, riconosce il pericolo che il tribunato della plebe costituisce per il mantenimento della calma e della pace. Possediamo solamente i primi tre libri del De legibus: ce n'erano probabilmente sei. Il quarto era dedicato all'esame del diritto politico, il quinto al diritto criminale, il sesto al diritto civile. Si trattava di opere particolarmente preziose, perché Cicerone non ha mai trattato altrove gli stessi argomenti. Non dimentichiamo che i trattati De re publica e De legibus furono scritti in un'epoca durante la quale la costituzione romana era ancora in piedi, prima della guerra civile e la fine dell'antica libertà. Questa circostanza spiega il carattere dei due lavori: sono al tempo stesso libri teorici e pratici, ed anche tecnici. Dopo l'avvento di Cesare, l'elemento speculativo dominerà nella filosofia di Cicerone, che infatti fuggirà la vita pubblica per ritirarsi nella contemplazione.[102]

### Orazioni
(Marco Tullio Cicerone)

Cicerone mentre pronuncia un'orazione in Senato. Particolare, Cesare Maccari, 1882-1888, Villa Madama, Roma.

Cicerone è certamente il più celebre oratore dell'antica Roma. Nel Brutus egli ritiene completato con se stesso (non senza un certo fine autocelebrativo) lo sviluppo dell'arte oratoria latina, e già da Quintiliano la fama di Cicerone quale modello classico dell'oratore è ormai incontrastata. Cicerone ha pubblicato da sé la maggior parte dei suoi discorsi; cinquantotto orazioni (alcune parzialmente lacunose) sono state rinvenute nella versione originale mentre circa cento sono conosciute per il titolo o per alcuni frammenti. I testi si possono dividere tra orazioni pronunciate di fronte al Senato (o al popolo) e tra le arringhe pronunciate in qualità di - utilizzando termini moderni - avvocato difensore o pubblica accusa, nonostante anche questi ultimi abbiano spesso un forte substrato politico come nel celeberrimo caso contro Gaio Verre (unica volta in cui Cicerone compare come accusatore in un processo penale). Il suo successo è dovuto alla sua abilità argomentatoria e stilistica, che si sa adattare perfettamente all'oggetto dell'orazione e al pubblico, soprattutto alla sua tattica astuta, che si adatta di volta in volta al particolare uditorio, appoggiando appropriatamente diverse scuole filosofiche o politiche, al fine di convincere il pubblico contrario e raggiungere il proprio scopo.

#### Tecniche di memorizzazione
Per memorizzare i suoi discorsi Cicerone utilizzava una tecnica associativa che venne chiamata tecnica dei loci o tecnica delle stanze. Egli scomponeva il discorso in parole chiave e parole concetto che gli permettessero di parlare dell'argomento desiderato e associava queste parole, nell'ordine desiderato, alle stanze di una casa o di un palazzo che conosceva bene, in modo creativo e insolito. Durante l'orazione egli immaginava di percorrere le stanze di quel palazzo o di quella casa, e questo faceva sì che le parole concetto del suo discorso gli venissero in mente nella sequenza desiderata. È da questo metodo di memorizzazione che derivano le locuzioni italiane "in primo luogo", "in secondo luogo" e così via.

#### Panoramica alfabetica di tutte le orazioni
- De domo sua ad pontifices ("Sulla propria casa, al collegio pontificale", 57 a.C.): arringa pronunciata per uno scopo particolare: durante l'esilio di Cicerone il suo avversario Clodio aveva consacrato una parte della proprietà di Cicerone sul Palatino alla dea Libertas; Cicerone dichiara questa consacrazione invalida per ottenerne la restituzione. È da tale contesto che nasce la locuzione Cicero pro domo sua.
- De haruspicum responsis ("Sul responso degli aruspici", 56 a.C.): Clodio redige un passo sulla profanazione di alcune reliquie durante una perizia degli aruspici sul terreno di Cicerone sul Palatino e chiede la demolizione di una casa di Cicerone ivi in costruzione. Contro questa ed altre accuse Cicerone si rivolge con un appello al Senato, nel quale spiega, che la maggior parte delle accuse di Clodio si basano su indagini dolosamente carenti.
- De imperio Cn. Pompei (De lege Manilia) ("Sul comando di Gneo Pompeo (sulla legge Manilia)", 66 a.C.), orazione di carattere politico pronunciata di fronte al popolo in occasione dell'attribuzione, effettuata su proposta del tribuno della plebe Gaio Manilio, a Gneo Pompeo di poteri speciali per la conduzione di una campagna militare contro il re del Ponto Mitridate VI.
- De lege agraria (Contra Rullum) I–III ("Sulla legge agraria (contro Rullo)", 63 a.C.): orazione pronunciata durante l'anno di consolato, tenuta in Senato (I) e davanti al popolo (II/III); un quarto dell'orazione è stato perduto.
- De provinciis consularibus ("Sulle province consolari", 56 a.C.), orazione pronunciata in senato riguardo alle province consolari romane.
- De Sullae bonis ("Sui beni di Silla", 66 a.C.).
- Divinatio in Caecilium ("Dibattito contro Cecilio", 70 a.C.), dibattito riguardo all'assunzione del ruolo di accusatore nel processo contro Verre. Quinto Cecilio Nigro fu sotto Verre questore in Sicilia e presentò la propria candidatura nel ruolo di accusatore. Per Cicerone egli era infatti invischiato nelle macchinazioni di Verre.
- In L. Calpurnium Pisonem ("Contro Lucio Calpurnio Pisone", 55 a.C.), orazione d'accusa politica contro Lucio Calpurnio Pisone Cesonino.
- In Catilinam I–IV ("Contro Catilina I-IV" ovvero "Le Catilinarie", 63 a.C.), orazioni contro Lucio Sergio Catilina: i discorsi del 7 e dell'8 novembre 63 a.C. pronunciati di fronte al Senato (I) e al popolo (II); i discorsi della scoperta e della condanna dei seguaci di Catilina, del 3 dicembre di fronte al popolo (III) e del 5 dicembre di fronte al Senato (IV)
- In P. Vatinium ("Contro Publio Vatinio", 56 a.C.), orazione accusatoria contro P.Vatinio riguardo all'interrogatorio nel processo contro P.Sestio.
- In Verrem actio prima ("Prima accusa contro Verre", 70 a.C.), orazione accusatoria nel processo contro Verre, accusato di concussione (crimen pecuniarum repetundarum)
- In Verrem actio secunda I–V ("Seconda accusa contro Verre I–V", 70 a.C.), questi cinque discorsi non sono mai stati pronunciati a causa dell'esilio volontario di Verre, ma vennero comunque pubblicati in forma scritta.
- Oratio cum populo gratias egit ("Ringraziamento al popolo", 57 a.C.), ringraziamento a tutti coloro che hanno appoggiato il ritorno di Cicerone dall'esilio, e gli hanno permesso il rientro nella vita politica.
- Oratio cum senatui gratias egit ("Ringraziamento al senato", 57 a.C.), ringraziamento a tutti coloro che in Senato hanno appoggiato il ritorno di Cicerone dall'esilio, e gli hanno permesso il rientro nella vita politica.
- Philippicae orationes I – XIV ("Le filippiche", 44 a.C./43 a.C.), orazioni contro Marco Antonio.
- Pro M. Aemilio Scauro ("In difesa di M. Emilio Scauro", 54 a.C.), orazione pronunciata nel ruolo di difensore di Marco Emilio Scauro.
- Pro T. Annio Milone ("In difesa di Tito Annio Milone", 52 a.C.), orazione difensiva, originariamente diversa dalla versione pubblicata, non sortì il proprio effetto in quanto la curia era assediata dai fedeli della fazione clodiana. Dopo l'esilio di Milone subirà profonde modifiche per essere pubblicata quale ci è pervenuta: la più bella orazione di Cicerone. Contiene tra l'altro la celebre citazione "Inter arma enim silent leges"
- Pro Archia ("In difesa di Archia", 62 a.C.), orazione pronunciata nel ruolo di difensore del poeta antiochiano Aulo Licinio Archia.
- Pro Aulo Caecina ("In difesa di Aulo Cecina", 69 a.C./ca. 71 a.C.), orazione tenuta per il querelante in un processo civile per un'azione di rivendicazione. Il fondamento giuridico è l'interdetto de vi armata (rimedio del possessore contro lo spossessamento violento). Sostenitore della parte avversa è Gaio Calpurnio Pisone; entrambe le parti fanno ricorso manifestamente all'autorevolezza del giurista Gaio Aquilio Gallo.
- Pro M. Caelio ("In difesa di M. Celio", 56 a.C.), orazione pronunciata nel ruolo di difensore.
- Pro A. Cluentio Habito ("In difesa di Aulo Cluenzio Abito", 66 a.C.), orazione pronunciata nel ruolo di difensore.
- Pro G. Cornelio ("In difesa di Gaio Cornelio", 65 a.C.), orazione pronunciata nel ruolo di difensore.
- Pro L. Cornelio Balbo ("In difesa di Lucio Cornelio Balbo", 56 a.C.), orazione pronunciata nel ruolo di difensore.
- Pro P. Cornelio Sulla ("In difesa di Publio Cornelio Silla", 62 a.C.), orazione pronunciata nel ruolo di difensore.
- Pro Marco Fonteio ("In difesa di Marco Fonteio", 69 a.C.), orazione pronunciata nel ruolo di difensore.
- Pro Q. Ligario ("In difesa di Quinto Ligario" 46 a.C.), orazione pronunciata nel ruolo di difensore di Quinto Ligario, indirizzata a Cesare in quanto dittatore.
- Pro Marco Marcello ("In difesa di Marco Marcello", 46 a.C.), orazione pronunciata nel ruolo di difensore di Marco Marcello, indirizzata a Cesare in quanto dittatore.
- Pro muliere Arretina ("In difesa di una donna di Arezzo", 80 a.C.), orazione pronunciata nel ruolo di difensore.
- Pro Lucio Murena ("A favore di Murena", 63 a.C.), orazione pronunciata nel ruolo di difensore in un processo di corruzione elettorale.
- Pro Gneo Plancio ("In difesa di Gneo Plancio", 54 a.C.), orazione pronunciata nel ruolo di difensore.
- Pro Publio Quinctio ("In difesa di Publio Quinzio", 81 a.C.), il più antico discorso giuridico tradizionale di Cicerone a favore del querelante in un processo civile. Oggetto del contendere è la legittimità dell'azione di sequestro preventivo eseguita dal convenuto Sesto Nevio contro il cliente di Cicerone Publio Quinto. Difensore della parte avversa è Quinto Ortensio Ortalo, giudice è Gaio Aquilio Gallo.
- Pro C. Rabirio perduellionis reo ("In difesa di Gaio Rabirio, colpevole di alto tradimento", 63 a.C.), orazione pronunciata nel ruolo di difensore.
- Pro Rabirio Postumo ("In difesa di Rabirio Postumo"), 54 a.C./53 a.C. oppure 53 a.C./52 a.C.), orazione difensiva pronunciata nella fase pregiudiziale del processo contro Aulo Gabinio a causa di concussione nelle province. Verte attorno alla presenza di "bustarelle" in connessione con la reintegrazione al trono d'Egitto di Tolomeo XII Aulete.
- Pro rege Deiotaro ("In difesa del re Deiotaro", 45 a.C.), orazione in difesa del Re Deiotaro, rivolta a Cesare
- Pro Sex. Roscio Amerino ("In difesa di Sesto Roscio da Amelia", 80 a.C.), orazione di difesa, è la prima arringa di Cicerone in un processo per omicidio. Sesto Roscio era accusato di parricidio. Durante la guerra civile un parente si era impossessato del patrimonio del padre di Roscio e ora cercava di assicurarsi il maltolto, il quale apparteneva ai legittimi eredi del deceduto. Cicerone ottenne l'assoluzione.
- Pro Q. Roscio Comoedo ("In difesa dell'attore Quinto Roscio", circa 77 a.C. o 76 a.C.), orazione pronunciata nel ruolo di difensore.
- Pro P. Sestio ("In difesa di Publio Sestio", 56 a.C.), orazione pronunciata nel ruolo di difensore.
- Pro Titinia ("In difesa di Titinia", 79 a.C.), orazione pronunciata nel ruolo di difensore.
- Pro Marco Tullio ("In difesa di Marco Tullio", 72 a.C./71 a.C.), orazione pronunciata nel ruolo di difensore.
- Pro L. Valerio Flacco ("In difesa di Lucio Valerio Flacco", 59 a.C.), orazione pronunciata nel ruolo di difensore.

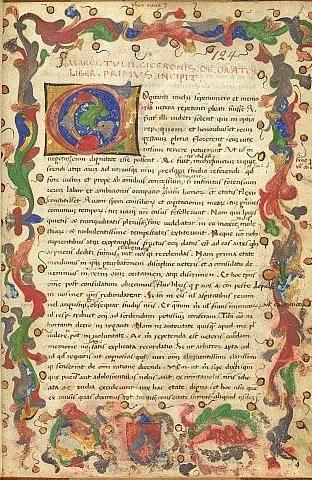
Miniatura quattrocentesca del De oratore.

### Scritti di retorica
Così come per Cicerone è difficile distinguere tra vita ed opere, così in particolare differenziare tra scritti filosofici e retorici è sì pratico e chiaro, tuttavia non rappresenta pienamente la concezione e l'opinione di Cicerone. Già nella sua prima opera conservata (De inventione I 1-5) chiarisce che la sapienza, l'eloquenza e l'arte del governare hanno sviluppato un legame naturale, che indubbiamente ha contribuito allo sviluppo della cultura degli uomini e che dev'essere ristabilito. Egli ha in mente quest'unità come modello ideale sia negli scritti teoretici sia anche nella sua propria vita activa al servizio della Repubblica - o almeno è così che egli ha voluto idealizzare e vedere la propria realtà.
Perciò non è affatto sorprendente se Cicerone ha sviluppato i suoi scritti filosofici con i mezzi della retorica e strutturato le sue teorie della retorica su principi filosofici. La separazione tra sapienza ed eloquenza Cicerone l'addossa alla "rottura tra linguaggio e intelletto" compiuta dalla filosofia socratica (De oratore III 61) e tenta attraverso i suoi scritti di "risanare" questa frattura; e quindi per una migliore attuazione la filosofia e la retorica secondo lui devono essere dipendenti l'una dall'altra (v. p.e. De oratore III 54-143); Cicerone stesso dichiara che "io sono diventato un oratore [...] non nelle scuole dei retori ma nei saloni dell'Accademia": con ciò allude alla sua formazione sulle dottrine della Nuova Accademia di Carneade e Filone di Larissa, suo maestro.

#### Panoramica alfabetica delle opere sulla retorica pervenuteci
- Brutus: il libro dedicato a Marco Giunio Bruto venne scritto all'inizio del 46 a.C. e tratta, nella forma di un dialogo tra Cicerone, Bruto ed Attico, la storia dell'arte retorica romana fino a Cicerone stesso. Dopo un'introduzione (1-9) Cicerone inizia un confronto con la retorica greca (25-31) e sottolinea che l'arte oratoria, poiché è la più complessa di tutte le arti, solo tardi giunse alla perfezione. Mentre ritiene gli antichi oratori romani appena mediocri, parla di Catone come base della propria esperienza. Lucio Licinio Crasso e Marco Antonio Oratore, entrambi protagonisti del De oratore, sono dettagliatamente confrontati (139 e ss.). Dopo un'escursione sull'importanza del giudizio del pubblico (183-200) e una riflessione sull'oratore Ortensio (201-283), Cicerone respinge fermamente il modello dell'Atticismo (284-300). L'opera culmina in confronto tra l'arte oratoria di Ortensio e di Cicerone stesso, non senza una notevole dose di autocelebrazione (301-328), egli infatti presenta se stesso come il punto d'arrivo di un processo di sviluppo dell'arte oratoria. Punto principale dell'opera è la critica alla diffusione nello stile neoattico, a cui anche il giovane Bruto appartiene, difendendo il suo stile, assai più ricco e magniloquente, dalla critica di essere un esempio dello stile asiano.
- De inventione: ("L'invenzione retorica"): sviluppato tra l'85 a.C. e l'80 a.C. questo è il primo di due libri di una descrizione globale della retorica, mai completata. Cicerone rinunciò a completarla, per dedicarsi ad una più accattivante rappresentazione nel De oratore, e tuttavia l'opera servì, nonostante il carattere frammentario, come testo d'insegnamento fino al Medioevo. La parte completata tratta nel primo libro dei concetti principali della retorica (I 5-9), la dottrina dell'insegnamento della retorica in riferimento ad Ermagora di Temno (I 10-19) nonché il ruolo dell'oratore (I 19-109); il secondo libro tratta delle tecniche d'argomentazione, soprattutto nelle arringhe giuridiche (II 11-154) nonché brevemente delle orazioni di fronte al popolo (II 157-176) e in occasione di celebrazioni (II 177-178). Le dichiarazioni di Cicerone per quanto riguarda il contenuto dell'opera presentano molte somiglianze con la Rhetorica ad Herennium, ma per lungo tempo erratamente ritenuta sua, cosa che ha portato a numerose discussioni tra gli studiosi riguardo al rapporto tra le due opere. Entrambi gli scritti sono all'incirca dello stesso periodo e si basano direttamente o indirettamente sulle medesime o su affini fonti greche. Inoltre c'è una notevole somiglianza letterale in alcuni periodi, cosa che suggerisce probabilmente anche una comune fonte latina, forse originata da un comune insegnamento dottrinario che ha mediato il preponderante contenuto di origine greca.
- De optimo genere oratorum ("Sulla miglior arte dell'oratoria"): questa breve opera, scritta probabilmente nel 46 a.C. o, secondo altri pareri, già nel 50 a.C., è un'introduzione alla traduzione delle orazioni di Demostene ed Eschine, per e contro Ctesifonte. L'introduzione verte soprattutto sugli atticisti romani, all'incirca con le stesse argomentazioni dell'Orator. La traduzione comunque non ci è pervenuta, e non è chiaro se Cicerone l'abbia mai effettivamente completata. L'autenticità dell'opera è stata più volte messa in discussione, ma oggi è per lo più accettata.
- De oratore (Sull'oratore): la più importante opera sulla retorica di Cicerone non dev'essere confusa con l'opera quasi omonima Orator. È un'opera composta nel 55 a.C. in forma di dialogo, così come per il Brutus. I protagonisti stavolta sono Lucio Licinio Crasso e Marco Antonio, esempi, secondo Cicerone, dei più grandi oratori della generazione precedente. Nel I libro è Crasso (portavoce di Cicerone) ad esporre la tesi principale dell'opera ossia che il buon oratore deve avere un'approfondita conoscenza dell'argomento di cui vuole trattare, osteggiando la concezione di alcuni retori greci che ritenevano sufficiente una formazione basata su regole, tecnicismi ed esercizi per affrontare qualsiasi discorso. Il II libro tratta invece delle "parti" in cui si suddivide la retorica, cioè l'inventio, la dispositio e la memoria; nel III libro si parla dello stile, cioè l'elocutio, e dell'actio, cioè il modo in cui l'oratore deve comportarsi durante l'orazione. Il de oratore è considerata l'opera di Cicerone scritta con più cura formale e per questo motivo è sempre stata utilizzata e studiata come modello primo dello stile ciceroniano.
- Orator ("L'oratore"): Venne scritta nell'estate del 46 a.C. ed è anche questa dedicata a Marco Giunio Bruto e descrive un modello ideale del perfetto oratore, riprendendo molti dei temi già trattati nel De oratore. Contrariamente alla disputa di quel tempo tra gli atticisti, che - come Bruto - pretendono dall'oratore uno stile sobrio e preciso, e gli asiani, che prediligono uno stile molto ricercato e magniloquente, Cicerone ritiene che il perfetto oratore, come Demostene, deve dominare tutti gli stili e saper passare da uno all'altro con naturalezza. Per questo motivo bisogna dedicarsi soprattutto alla formazione filosofica: solo così potranno svolgere i tre compiti dell'oratore: probare, delectare, flectere (dimostrare, divertire, convincere), i quali vengono bene ordinati e descritti (76-99). Cicerone parla anche qui brevemente dell'inventio (44-49), della dispositio (50) ma tratta soprattutto dell'elocutio (51-236), soffermandosi sulle figure retoriche e sulla costruzione ritmica del periodo.
- Partitiones oratoriae ("Partizione dell'arte oratoria"): Quest'opera venne scritta nel 54 a.C., quando il figlio di Cicerone, Marco, stava studiando la retorica, ed è ideata come una sorta di 'catechismo', trattando la teoria della retorica, soprattutto con divisioni schematiche, nella forma di domanda e risposta tra padre e figlio. L'originalità di Cicerone in quest'opera spicca molto meno, a causa dello stile molto semplice e delle poche novità introdotte.
- I Topica (44 a.C.): scritti nel corso del viaggio in Grecia, su sollecitazione dell'amico Trebazio, trattano della dottrina dell'inventio divulgata da Aristotele, ovvero l'arte di saper trovare gli argomenti. In questa produzione retorica vengono considerati i luoghi (topoi) come ottimo spunto per ogni genere di argomento ed utilizzabili per qualunque disciplina (poesia, politica, retorica, filosofia, ecc.)

### Opere perdute
Tra le opere tardive di Cicerone si possono annoverare scritti consolatori, contributi alla storiografia, poesie (alcune anche sul suo periodo di consolato) e traduzioni. Queste opere sono per la maggior parte perdute. Delle poesie ci rimangono comunque svariate citazioni anche in altri lavori dello stesso Cicerone. Questi frammenti dimostrano l'influenza di uno dei più importanti poeti latini, Catullo e di altri neoterici.

#### Panoramica alfabetica delle opere poetiche ed epico-storiche di Cicerone
- Alcyones: epillio composto da Cicerone dopo il 92 a.C. nel quale veniva cantato il mito di Alcione e del marito Ceice. Dato che questi si paragonavano a Giove e Giunone per la loro ricchezza, sfarzosità e potenza, gli dei fecero fare loro naufragio durante un tragitto in mare. Dato che Ceice morì nella tempesta, Alcione si lasciò annegare per il dolore, così Giove tramutò entrambi i defunti in uccelli alcioni.
- Aratea: libera traduzione giovanile dei Fenomeni celesti del poeta ellenistico Arato di Soli.
- De consulatu suo: poemetto autobiografico composto da Cicerone tra il 60 a.C. e il 55 a.C. in cui si parla dell'ascesa al consolato dell'autore e della sua vittoria nel processo contro Lucio Sergio Catilina.
- De temporibus suis: altra opera autobiografica perduta scritta nel 54 a.C. in cui Cicerone celebrava i suoi interventi migliori durante il consolato.
- Epigrammata ("Epigrammi"): componimenti satirici scritti da Cicerone quando aveva circa vent'anni. Stando alle testimonianze di Quintiliano, l'opera era di genere comico e ironico e trattava di vari argomenti fantastici e reali.
- Līmōn: il titolo deriva dal sostantivo greco Λειμών, "prato"; ciò sottolineava il carattere variegato dell'opera, un poema in esametri in cui venivano trattati diversi argomenti letterali e sociali. Infatti una testimonianza di Svetonio riporta un giudizio severo dell'autore riguardo a un'opera del commediografo Terenzio.
- Marius: poema epico-storico in cui Cicerone parla delle imprese del console Gaio Mario. L'opera è importante per il passaggio dell'autore dal genere alessandrino a quello storico mescolato alla poesia, cioè epico.
- Nilus: opera quasi sconosciuta. Si pensa che Cicerone l'abbia scritta per lodare le qualità del fiume Nilo dell'Egitto.
- Pontius Glaucus: componimento in stile alessandrino di Cicerone. Scritto circa nel 93 a.C., l'opera trattava del mito di Glauco, il quale dopo aver mangiato un'erba afrodisiaca dai poteri magici, si trasformò in un animale marino.
- Tymhaeus: vasti frammenti del lavoro compiuto sul Timeo di Platone, che Cicerone presumibilmente non ha mai pubblicato, preparando semplicemente abbozzi di traduzione.
- Uxorius: opera nota quasi esclusivamente attraverso il titolo, che significa Il marito devoto (alla moglie); si ritiene avesse argomento leggero e carattere scherzoso, se non apertamente comico.

### Epistolario

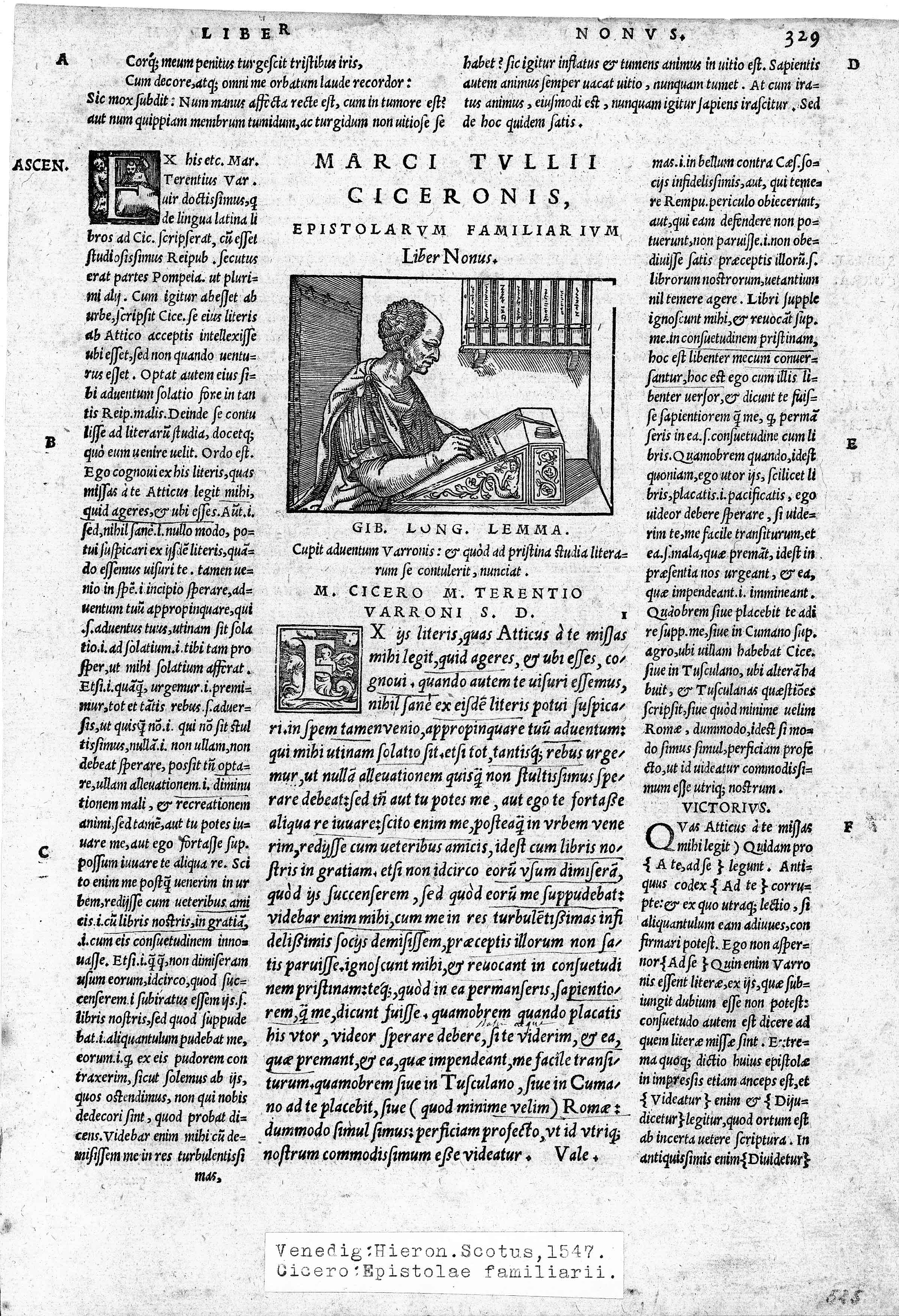
Edizione delle Epistole agli amici, Venezia 1547

Le epistole di Cicerone furono riscoperte tra il 1345 e il 1389 da Petrarca e dal cancelliere e umanista Coluccio Salutati. Complessivamente furono ritrovate circa 864 lettere, delle quali una novantina furono scritte da corrispondenti, e ciò inizialmente provocò un grande entusiasmo, temperato successivamente dal fatto che l'immagine che traspariva di Cicerone non era quella dello strenuo eroe difensore della Repubblica, come si era sempre dipinto nelle sue opere e nelle sue orazioni, ma una versione molto più umana, con le sue debolezze e i suoi aspetti meno retorici, ma certamente affascinanti nella loro genuinità.
Le epistole furono raccolte e archiviate dal segretario di Cicerone, Tirone, fra il 48 e il 43 a.C. Si dividono in 4 categorie:
- Epistole agli amici (Epistulae ad familiares) (16 libri)
- Epistole al fratello Quinto (Epistulae ad Quintum fratrem) (3 libri)
- Epistole a Marco Giunio Bruto ([107]) (2 libri)
- Epistole ad Attico (Epistulae ad Atticum) (16 libri)

## Memoria
Presente in tutto il Medioevo, il ricordo di Cicerone fiorì durante il Rinascimento; Giovanni I di Brandeburgo principe elettore del Brandeburgo nel XV secolo, venne ricordato, dopo la sua morte, con l'appellativo di Cicerone, proprio a causa della sua eloquenza.
Negli Stati Uniti d'America vi sono ben quattro città cui è stato dato il nome "Cicero" in onore di Marco Tullio Cicerone. Inoltre l'espressione latina Cicero pro domo sua viene utilizzata per descrivere chi parla sostenendo il proprio tornaconto, ma che maschera più o meno bene il fine del suo discorso come perorazione per altra causa. Essa deriva da un'orazione tenuta da Marco Tullio nel 57 a.C. per ottenere la restituzione della propria casa, requisitagli durante l'esilio.
Il nome di Cicerone è diventato un'antonomasia per indicare la guida che accompagna i turisti nella visita a monumenti e luoghi illustrando loro ciò che stanno visitando. Parimenti con il nome Cicerone vengono identificate le marche da bollo, di diverso valore (e colore), ma tutte riportanti l'effigie del busto di Marco Tullio Cicerone, da apporre agli atti giudiziari, il cui ricavato alimenta il Fondo di previdenza degli avvocati.

### Fonti primarie
Per le opere dello stesso Cicerone si vedano le apposite sezioni
- Appiano di Alessandria, Historia Romana,  pp. De Bellis Civilibus. ((EN)  The Roman History — traduzione in inglese su LacusCurtius).
- Cassio Dione, Historia Romana.  ((EN)  Roman History — traduzione in inglese su LacusCurtius).
- Plutarco, Vitae parallelae, Vita Ciceronis. ((EN)  Lives  — traduzione in inglese di John Dryden).
- Sallustio, De Catilinae coniuratione.
  - (EN)  The War With Catiline  — traduzione in inglese di John Carew Rolfe.
- Svetonio, De Vita Caesarum,  pp. libri I-II. 
  - (EN)  The Lives of the Twelve Caesars  — traduzione in inglese di John Carew Rolfe.

### Fonti secondarie
- G. Boissier, Cicerone e i suoi amici (Cicéron et ses amis), traduzione di Carlo Saggio, BUR, 1959, ISBN 88-17-16648-0.
- Luciano Canfora, Giulio Cesare. Il dittatore democratico, Laterza, 2006, ISBN 88-420-8156-6.
- Virginia Cox e John O. Ward (a cura di), The Rhetoric of Cicero in Its Medieval and Early Renaissance Commentary Tradition, Leiden, Brill, 2006, ISBN 978-90-04-13177-4.
- (EN) A. Everitt, Cicero. A turbulent life, Londra, John Murray Publishers, 2001, ISBN 978-0-7195-5493-3.
- L. Fezzi, Il tribuno Clodio, Laterza, 2008, ISBN 978-88-420-8715-1.
- A. Fraschetti, Augusto, Laterza, 1998, ISBN 88-420-5510-7.
- C. Fruttero, Franco Lucentini, La morte di Cicerone, Nuovo Melangolo, 1995, ISBN 88-7018-279-7.
- E. Gibbon, Declino e caduta dell'Impero Romano, Milano, Arnoldo Mondadori Editore, 1986, ISBN 88-04-34168-8.
- Pierre Grimal, Cicerone, Edizioni Scientifiche Italiane, Napoli, 1986; altre ediz.: Garzanti, Milano, 1987 e successive rist.; Il Giornale, Milano, 2004
- De Caria Francesco, "Cicerone, Cato Maior 79-81 e Senofonte Ciropedia VIII 7,17 e Cicerone Cato Maior 59 e Senof. Oec. IV 20-25", in "Rivista di cultura classica e medioevale", anno XVI, nn.2-3, 1974, nn.34-36
- H.J. Haskell, This Was Cicero: Modern Politics in a Roman Toga, New York, Alfred A. Knopf, 1942.
- Kazimierz Kumaniecki, Cicerone e la crisi della Repubblica romana, Centro di Studi Ciceroniani, Roma, 1972
- Ettore Lepore, Il princeps ciceroniano e gli ideali politici della tarda Repubblica, Istituto italiano per gli studi storici, Napoli, 1954
- Ettore Lepore, Il pensiero politico romano del I secolo, in  Arnaldo Momigliano; Aldo Schiavone (a cura di), Storia di Roma. Vol. II/1, Torino, Einaudi, 1990, ISBN 978-88-06-11741-2.
- C. Marchesi, Storia della letteratura latina, Principato, 1969, ISBN 88-416-8729-0.
- E. Narducci, Cicerone. La parola e la politica, Bari, Laterza, 2009, ISBN 88-420-7605-8.
- E. Narducci, Eloquenza e astuzie della persuasione in Cicerone, Firenze, Le Monnier, 2005, ISBN 88-00-81505-7.
- E. Narducci, Introduzione a Cicerone, Bari, Laterza, 2005, ISBN 88-420-7605-8.
- L. Perelli, Il pensiero politico di Cicerone. Tra filosofia greca e ideologia aristocratica romana, La nuova Italia, 1990, ISBN 88-221-0792-6.
- L. Perelli, Storia della letteratura latina, Paravia, 1969, ISBN 88-395-0255-6.
- (EN) E. Rawson, Cicero, A portrait, Allen Lane, 1975, ISBN 0-7139-0864-5.
- E. Rawson, L'aristocrazia ciceroniana e le sue proprietà, in Moses I. Finley (a cura di), La proprietà a Roma, Bari, Laterza, 1980.
- D. L. Stockton, Cicerone. Biografia politica, Milano, Rusconi Libri, 1984, ISBN 88-18-18002-9.
- Wilfried Stroh, Cicerone, Bologna, Il Mulino, 2010, ISBN 978-88-15-13766-1.
- Giusto Traina, Marco Antonio, Laterza, 2003, ISBN 88-420-6737-7.
- S. C. Utcenko, Cicerone e il suo tempo, Editori Riuniti, 1975, ISBN 88-359-0854-X.
- J. Vogt, La repubblica romana, Bari, Laterza, 1975.
- P. Zullino, Catilina, l'inventore del colpo di stato, Milano, 1985.

### Filosofia
- (EN) Raphael Woolf, Cicero, in Edward N. Zalta (a cura di), Stanford Encyclopedia of Philosophy, Center for the Study of Language and Information (CSLI), Università di Stanford.
- (EN) Edward Clayton, Cicero, su Internet Encyclopedia of Philosophy.
- (EN) Logica e Retorica nelle Opere Filosofiche di Cicerone, su historyoflogic.com.
- (EN) Bibliografia delle Opere Filosofiche di Cicerone, su historyoflogic.com.